# Villa del Principe

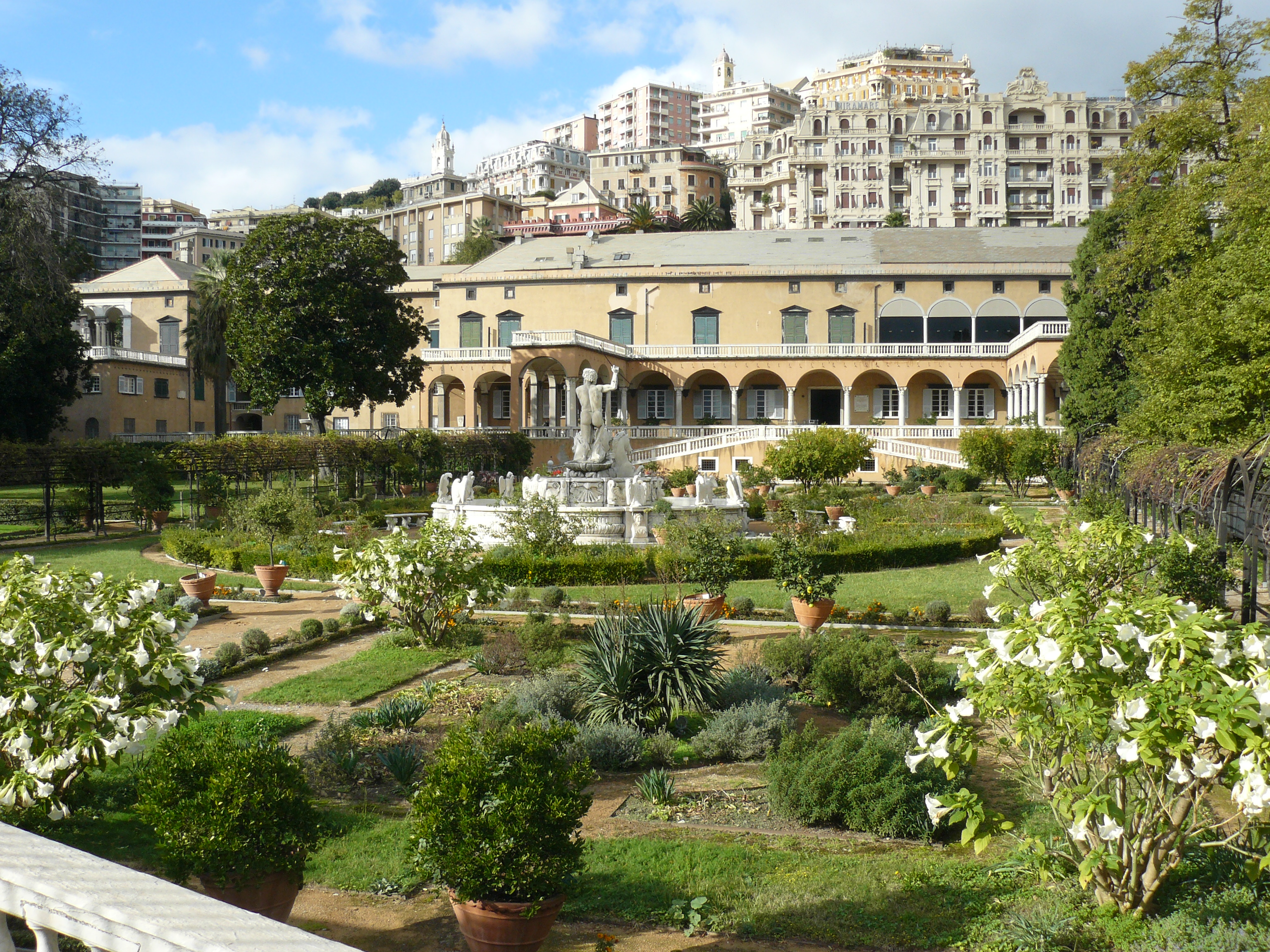
Villa del Principe und der Garten

Die Villa del Principe, auch als Palazzo del Principe oder Palazzo di Andrea Doria a Fassolo bekannt, (im Ligurischen: Villa do Prinçipe oder Paxo do Dria Döia) ist eine der wichtigsten historischen Villen Genuas, die im 16. Jahrhundert außerhalb der Stadtmauern erbaut wurde. Die Villa wurde als reine Privatresidenz des genuesischen Prinzen Admiral Andrea Doria erbaut, der dort Fürsten und Diplomaten aller Nationen empfing. Die Villa wurde nicht als Palazzo dei Rolli der Republik Genua registriert, da es sich um eine Vorstadtvilla und nicht um einen Stadtpalast handelte.
Von seinem Palast aus, der sich unmittelbar vor dem antiken Tor von San Tomaso in Richtung Capo di Faro mit dem Leuchtturm befindet, behielt Andrea Doria seinen Einfluss auf die Stadt bei, blieb aber auf Distanz zum Herzogspalast, wo die aristokratische Oligarchie nach der Wiederherstellung der oligarchischen Republik offiziell über die Geschicke der Stadt entschied. Die Fürstenvilla und der dazugehörige Park befinden sich noch immer im Besitz der Erben der Doria Pamphilj und sind als Museum für die Öffentlichkeit zugänglich.

## Geschichte

### Andrea Doria und die Befreiung Genuas im Jahr 1528
Andrea Doria (* 1466 in Oneglia, † 1560 in Genua) war ein Adeliger und Admiral der Republik Genua. Nach vielen Jahren als Condottiere für die Republik und andere Mächte jener Zeit tauchte er 1528 mit dreizehn Galeeren vor dem Hafen von Genua auf, der damals von den Franzosen besetzt war, blockierte ihn und schiffte eine Gruppe bewaffneter Männer aus, die die Kontrolle über die Stadt übernahmen. Andrea ging an Land und lehnte zum Erstaunen nicht weniger Leute die ihm angebotene Herrschaft über die Stadt ab. Ihm ging es nicht um den Glanz der Macht", sagte er, sondern nur um die Unabhängigkeit, die Eintracht und das Wohlergehen der Stadt. Hinter diesem Understatement steckte wahrscheinlich ein großer Scharfsinn, verbunden mit einer bemerkenswerten Kenntnis der genuesischen Politik.
Die Familie Doria bezog sich seit jeher auf die Kirche San Matteo, die seit ihrem Bau im Jahr 1125 als Familienkapelle und Begräbnisstätte diente. Am 12. September 1528, nach der Befreiung Genuas, hielt Andrea Doria von den Stufen der Kirche aus eine Rede an das Volk und erhielt von der Stadt einen Palast geschenkt, den er jedoch nie bewohnen wollte. Vielmehr zog er es vor sich von der Tagespolitik fernzuhalten, um nicht von ihr vereinnahmt und konditioniert zu werden, und dennoch die Fäden der Macht in der Hand zu halten. „Zwölf Reformer“ wurden daher mit der Ausarbeitung einer neuen Verfassung betraut, durch die Genua zu einer aristokratischen Republik wurde, während Andrea Doria als Zensor auf Lebenszeit und padre della patria im Zentrum der genuesischen Politik blieb.

### Villa del Principe in Fassolo
Andrea Doria zog sich in seine Villa in Fassolo zurück, wo er bis zu seinem Tod lebte. Im Jahr 1521 erwarb er in Fassolo eine Villa von der Familie Lomellini, die sie ihrerseits 1498 von der Familie Recanelli gekauft hatte. Die Villa wurde während der Kriege von 1528 von den Franzosen verwüstet, daher gab Andrea Doria die Renovierung in Auftrag, nachdem er 1529 auch den benachbarten Palazzo der Familie Giustinani Furneto erworben hatte. Der Auftrag wurde von Perino Buonaccorsi, bekannt als Perino del Vaga (1501–1547), und den ihm nachfolgenden Raffael-Schülern übernommen, die das Werk in den Jahren 1529–1533 vollendeten. Die beiden architektonischen Einheiten blieben bei der Renovierung durch Perino nebeneinander bestehen, obwohl sie baulich vereint und integriert wurden. Nach dem Tod von Andrea Doria wurde die Villa von Antonio Roderio durch den Bau von Räumen im Westen vergrößert. Die Arbeiten wurden 1578 mit dem Bau der Seeloggien durch Giovanni Ponzello fortgesetzt.
Die Villa del Principe wurde von Andrea Doria und seinem Nachfolger Giovanni Andrea sehr geschätzt und blieb das ganze 16. Jahrhundert hindurch ein Zentrum des politischen, künstlerischen und gesellschaftlichen Lebens Genuas. In den Jahren 1529 und 1533 war Kaiser Karl V. und 1548 den spanischen König Philipp II. zu Gast. Die Chroniken berichten von Empfängen am Meer, Turnieren zu Ehren illustrer Gäste und Feuern zur Feier glücklicher Ereignisse: ein wahrer „Hof“, der einzige, den die Republik Genua je kannte. Im 19. Jahrhundert beherbergte die Villa Napoleon Bonaparte, Viktor Emanuel II. und Giuseppe Verdi.
Im Jahr 1854 wurde durch den Bau der Eisenbahn der Garten im Norden zerstört, während durch den Bau der Stazione Marittima und die Verbreiterung der Via Adua die ursprünglichen Hafenanlagen der Doria zerstört wurden. Die Villa del Principe und ihr Park sind heute noch im Besitz der Erben der Doria Pamphilj und als Museum für die Öffentlichkeit zugänglich.

## Beschreibung

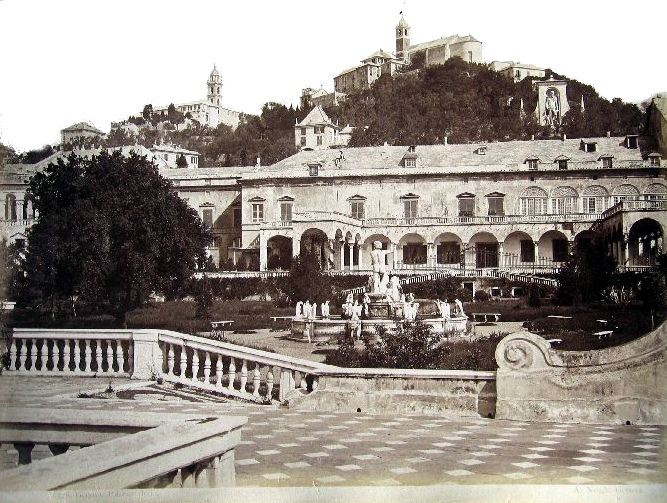
Villa del Principe, Bild von Alfred Noack aus dem 19. Jahrhundert

### Architektur
In der Villa gibt es zahlreiche Umbauten, die eine einheitliche Klassifizierung unmöglich machen. Die Nordfassade an der Via San Benedetto ist geschlossen und kompakt und wird durch das von Perino del Vaga und Silvio Cosini entworfene Portal aufgewertet, das auf dem Tympanon das Wappen der Doria und die Inschrift „Fundavit eam Altissimus“ trägt. Die dem Meer zugewandte Südfassade ist ein Spiel aus Loggien und Terrassen, deren Asymmetrie ihr einen besonderen Reiz verleiht. Das Interesse galt immer mehr der Dekoration als der Struktur, mit einem Ergebnis, das durch die Abwechslung von Kolonnaden, Terrassen und Loggien überraschend ist. Die architektonische Einheit der Strukturen vor der von Andrea Doria gewünschten und von Perino durchgeführten Renovierung gehen nicht vollständig ineinander über, mit Ausnahme des Versuchs einer Einheitlichkeit in den Räumen am Piano Nobile. Stattdessen wird Perinos Eingriff in der Loggia degli Eroi wesentlich, die einen anderen Stil als der darunter liegende Hof mit seinen korinthischen Säulen zeigt. Die seitlichen Loggien mit ihrem Venezianischen Fenstern sind später entstanden und tragen zur Erhabenheit des Bauwerks bei.

### Dekoration

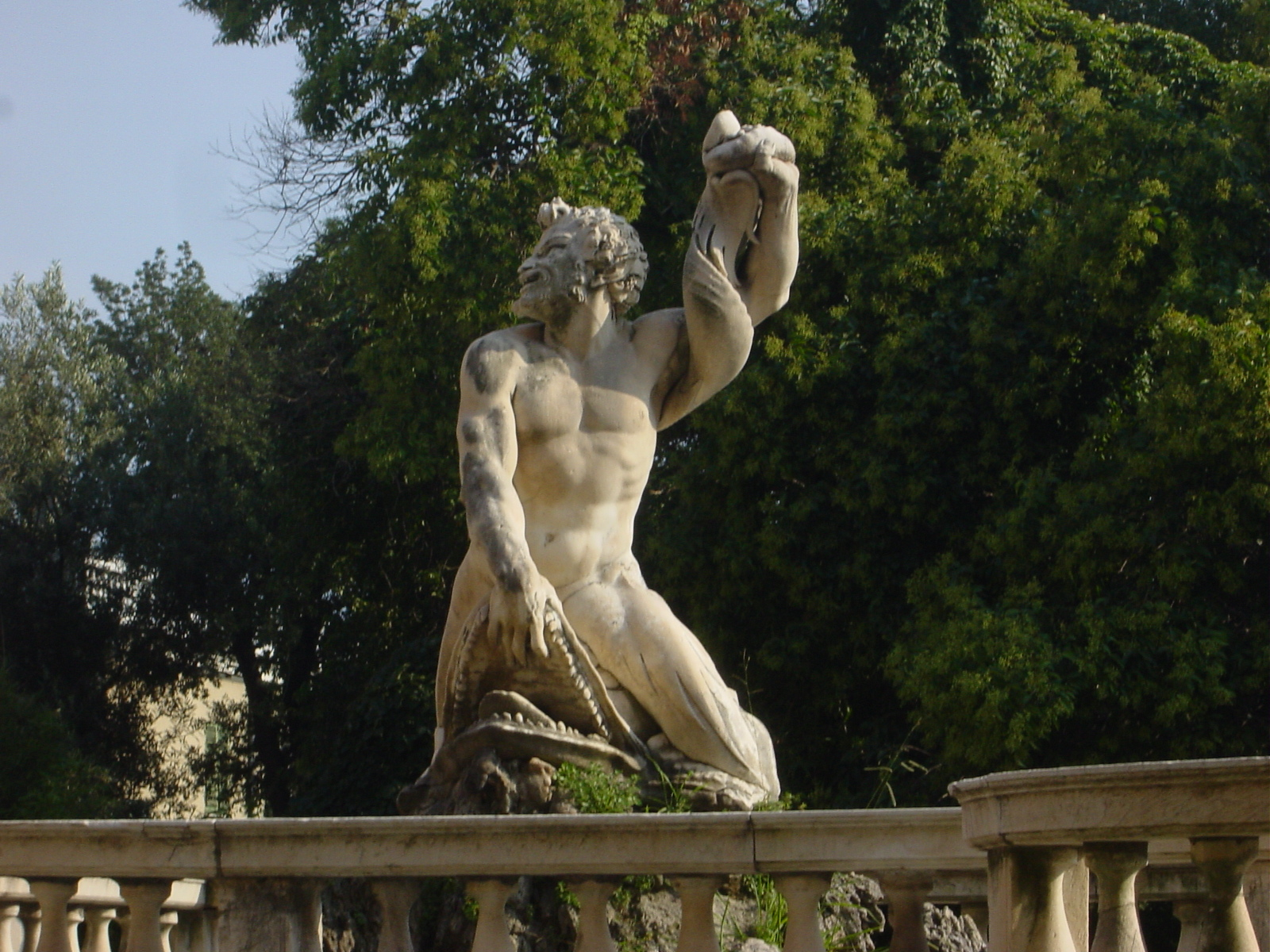
Statue des Triton

Die äußere bildliche Dekoration, die Girolamo da Treviso il Vecchio, Domenico Beccafumi und Pordenone (verschollen) zugeschrieben wird, hatte einen großen Einfluss auf die genuesische Malerschule von Semino bis Cambiaso.
Im Inneren der Villa ist eine bemerkenswerte bildliche Dekoration erhalten. Die Zimmer sind mit Möbeln aus dem 17. und 18. Jahrhundert eingerichtet und verfügen über eine umfangreiche Gemäldegalerie, darunter Werke von Sebastiano del Piombo, Domenico Piola und Bronzino.

#### Loggia der Helden
Der umfangreiche Freskenzyklus mit mythologischen Themen wurde von Perino del Vaga in der Loggia degli Eroi (Loggia der Helden) ausgeführt. An den Wänden befinden sich die Ahnen der Doria als antike Helden und in den Gewölben die Römischen Tugenden. Der Zyklus war bereits zur Zeit seiner Fertigstellung berühmt und wurde von Vasari in der Einleitung zu Perino Vagas Biografie erwähnt.

#### Zimmer

##### Zimmer der Römischen Nächstenliebe
Der Sala della Carità Romana war das Vorzimmer zum angrenzenden Salone dei Giganti, konnte aber auch als Speisesaal dienen. Im Gewölbefresko illustrierte Perino del Vaga die als „Römische Nächstenliebe“ bekannte Szene.

##### Salon der Giganten und die Wandteppiche von Alexander dem Großen

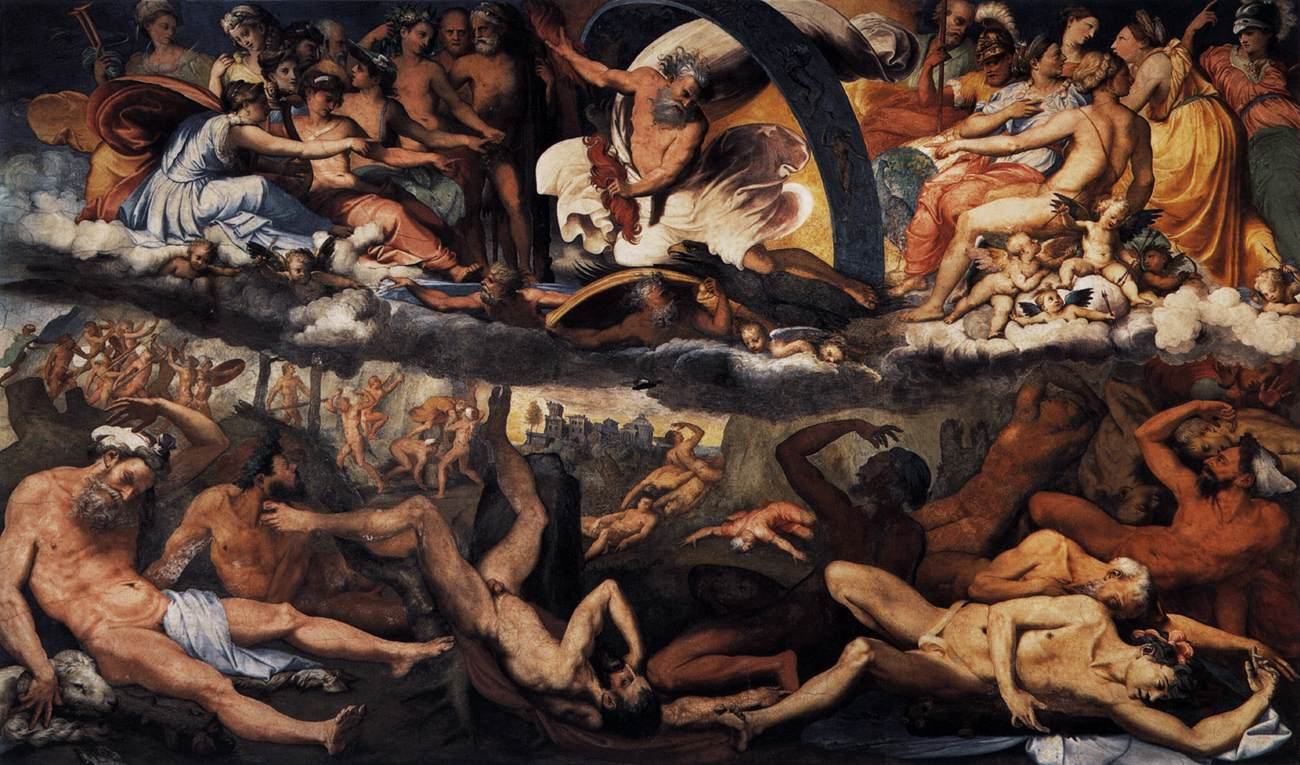
Fall der Giganten, 640 × 920 cm, Villa del Principe, Genua, 1531–1533

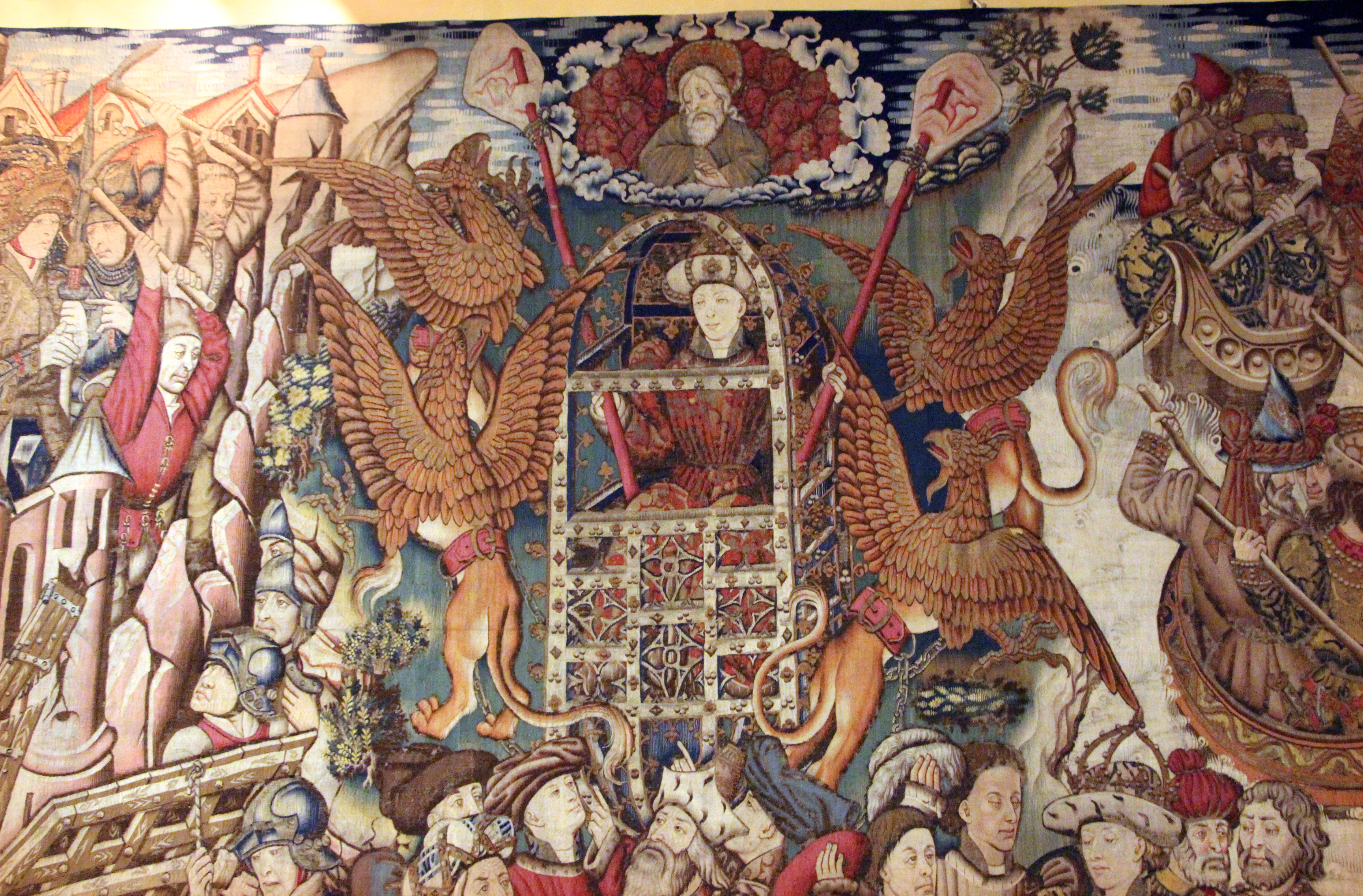
Wandteppichdetail Die Flucht des Alexander (15. Jahrhundert)

Der Hauptraum der Zimmer von Andrea Doria war der feierlichste Ort des Palastes, der Schauplatz von Festlichkeiten und prächtigen Banketten. Hier stand der Thron von Karl V. während der Aufenthalte des Kaisers im Palast. Perino del Vaga nahm die Dekoration des umfangreichen Gewölbes in Angriff und löste sie in einer kühnen Einzelkomposition auf, die den Sturz der Giganten darstellt. Es gibt einen großen weißen Marmorkamin. Hier befinden sich wichtige Porträts von Andrea und anderen Mitgliedern des Haushalts sowie ein Zyklus von Wandteppichen aus dem 15. Jahrhundert aus flämischer Produktion und burgundischer Herkunft, die Wandteppiche des Alexander der Große, die sich auf die mittelalterliche literarische Tradition des sogenannten Alexanderromans beziehen.

##### Perseus-Zimmer
Der Raum wurde wahrscheinlich im Winter als Schlafzimmer genutzt. Die Fresken zeigen einen Helden, der harten Prüfungen ausgesetzt ist und die Eintracht wiederherstellen kann – eine Anspielung auf die Tugenden von Andrea Doria und seine Rolle als Friedensstifter von Genua. Die Geschichte des Perseus wird hier in den Lünetten dargestellt.

##### Opferzimmer
Vermutlich als Schlafzimmer genutzt, enthält es in den Lünetten Fresken von Perino, die Opferszenen für heidnische Götter darstellen.

##### Kadmos-Zimmer
Auf der Rückseite des Perseus-Zimmers mit einem Holzbett aus dem 17. Jahrhundert. Die Dekoration des Gewölbes dieses Raumes wurde bei der Bombardierung im Jahr 1944 beschädigt. Dank der Restaurierung im Jahr 2008 konnte eine bessere Erkennbarkeit wiederhergestellt werden: Auf den Lünetten ist die gesamte Geschichte des Kadmos, des Gründers von Theben, dargestellt.

##### Sternzeichen-Zimmer
Rückseite des Opferzimmers, benannt nach den auf den Lünetten abgebildeten Tierkreiszeichen. Aufgrund von Kriegsschäden (1944) sind nur die südöstlichen Lünetten erhalten, die Fische, Wassermann und, teilweise erkennbar, Steinbock tragen. In der Mitte des Gewölbes befindet sich ein Stuckrelief mit der Darstellung des Phönix.

##### Paris-Zimmer
Der Raum gehört zu den von Giovanni Andrea Doria in Auftrag gegebenen Erweiterungen, die sich durch einen einheitlichen Dekorationszyklus auszeichnen, der von dem Urbiner Plastiker Marcello Sparzo in Stuck ausgeführt wurde. Das Thema des 1944 bei einem Bombenangriff zerstörten Gewölbes war „privat“ und amourös: Es stellte das Urteil des Paris dar. Drei Gemälde von Domenico Piola aus dem Jahr 1671 sind über der Tür angebracht.

##### Herkules-Zimmer
Eine weitere Erweiterung von Giovanni Andrea Doria mit einem Bilderzyklus von Marcello Sparzo, der im Krieg verloren ging. Heute wird es als Esszimmer genutzt.

#### Zimmer der Prinzessin

##### Neptun-Zimmer
Perinos Dekoration zeigte Neptun, der den „Sturm nach dem Schiffbruch von Enea beruhigte“. Durch die Verwendung der ungewöhnlichen Technik der Ölmalerei auf der Wand ging die Malerei im 18. Jahrhundert verloren. Im Jahr 1845 wurde das Gewölbe von Annibale Angelini mit einem illusionistischen architektonischen Hintergrund neu bemalt.

##### Psyche-Zimmer
Die 1944 bei einem Bombenangriff schwer beschädigten Lünetten wurden durch eine umfassende Restaurierung wiederhergestellt. Sie stellen die von Apuleius erzählte Geschichte von Amor und Psyche dar. In diesem Raum ist ein Porträt von Andrea Doria in der Gestalt des Meeresgottes zu sehen.

##### Aracne-Zimmer
Die Lünetten stellen die Geschichte der Arachne aus Ovids Metamorphosen dar. Das Gewölbe wurde 1998 restauriert. Ursprünglich wurde es von Perino del Vaga nicht als Fresko, sondern in einer Secco-technik mit zwei sich überlagernden Farbschichten gemalt.

##### Philemon-Zimmer
Rückseite des Psyche-Zimmers. Die Dekoration aus dem 16. Jahrhundert ist durch die wiederholten Übermalungen weitgehend verschwunden. In den Lünetten des Gewölbes sind zwei Episoden aus der Geschichte von Philemon und Baucis zu erkennen.

##### Phaethon-Zimmer
Auf der Rückseite des Arachne-Zimmers befindet sich eine Illustration des Phaeton-Mythos, ein Beispiel für bestraften Stolz und eine groteske Dekoration. Derzeit als Schlafzimmer eingerichtet.

##### Tribut-Zimmer
Episoden aus der Geschichte von Furio Camillo, dargestellt von Marcello Sparzo. An den Wänden hängen zwei Wandteppiche aus dem 18. Jahrhundert, die den Mai und den Dezember darstellen.

##### Triumph-Zimmer
Episoden aus der Geschichte von Furio Camillo, dargestellt von Marcello Sparzo. An den Wänden befinden sich drei Gemälde: das Porträt des Kardinals Giorgio Doria von Lucia Casalini Torelli, das Porträt des Kardinals Giuseppe Doria von Filippo Sannari und schließlich eine Antonio Concioli zugeschriebene Komposition, die das Selbstporträt des Künstlers beim Malen des Porträts von Kardinal Giuseppe Doria darstellt.

##### Prometeus-Zimmer
Illustration der Mythen des Prometheus von Marcello Sparzo: Erschaffung des Menschen, Diebstahl des Feuers und Prometheus, der dem Menschen Leben einflößt. Vom Zimmer aus kann man das Oratorium Donna Zenobia sehen, mit Fresken der Passion, die dem genuesischen Maler Lazzaro Calvi zugeschrieben werden.

##### Zimmer der Bestrafung
Auf dem Gewölbe stellt Marcello Sparzo in der zentralen Stucktafel die Bestrafung des Prometheus dar.

#### Goldene Galerie
Der langgestreckte und nach zwei Seiten offene Raum wurde von Giovanni Andrea I. Doria erbaut und löste Ende des 16. Jahrhunderts den Salone dei Giganti als Empfangssaal ab. Sie wurde 1595 von Battista Cantone und Luca Carlone erbaut. Marcello Sparzo arbeitete an der Dekoration des Gewölbes. In der Galerie, die aufgrund der ursprünglich verwendeten umfangreichen Vergoldung „Aurea“ genannt wird, befinden sich bedeutende Porträts alter Familienmitglieder, vergoldete Holzskulpturen und Wandtafeln des genuesischen Bildhauers Filippo Parodi aus dem 17. Jahrhundert. Die angrenzende Kapelle beherbergt ein bedeutendes Gemälde von Giovanni Battista Gaulli, das unter dem Namen „il Baciccio“ bekannt ist und den Heiligen Julian darstellt, der die Palme des Märtyrertums erhält. Es wurde zwischen 1705 und 1706 ausgeführt.

### Park
Die Villa ist untrennbar mit ihrem Park verbunden, der sie einst direkt mit dem Privathafen von Andrea Doria verband. Um die Brunnen mit Wasser zu versorgen, wurde flussaufwärts ein künstlicher See (der Lagaccio) angelegt, der heute ausgetrocknetist und dem Stadtteil Lagaccio (im Municipio I – Centro Est) seinen Namen gibt.
In dem kürzlich restaurierten, zum Meer hin gelegener Italienischer Garten, befinden sich der Triton-Brunnen, ein Meisterwerk von Giovanni Angelo Montorsoli, und der Neptun-Brunnen, der von Taddeo Carlone zusammen mit seinem Bruder Giuseppe und seinem Sohn Battista Carlone in den Jahren 1599–1601 geschaffen wurde.
Der vorgelagerte Park zeichnete sich einst durch monumentale Treppen, Nymphäen und eine acht Meter hohe Jupiter-Satute aus, die von den Genuesern „der Riese“ genannt wurde und an deren Fuß der „große Roldano“, der Lieblingshund von Andrea Doria, begraben wurde. Der flussaufwärts gelegene Park ging durch den Bau der Eisenbahn im Jahr 1854 und des Albergo Miramare (Gino Coppedè) im Jahr 1913 verloren, während die inzwischen verfallene Statue 1939 abgerissen wurde.

## Einfluss auf Architektur und Kunst in Genua

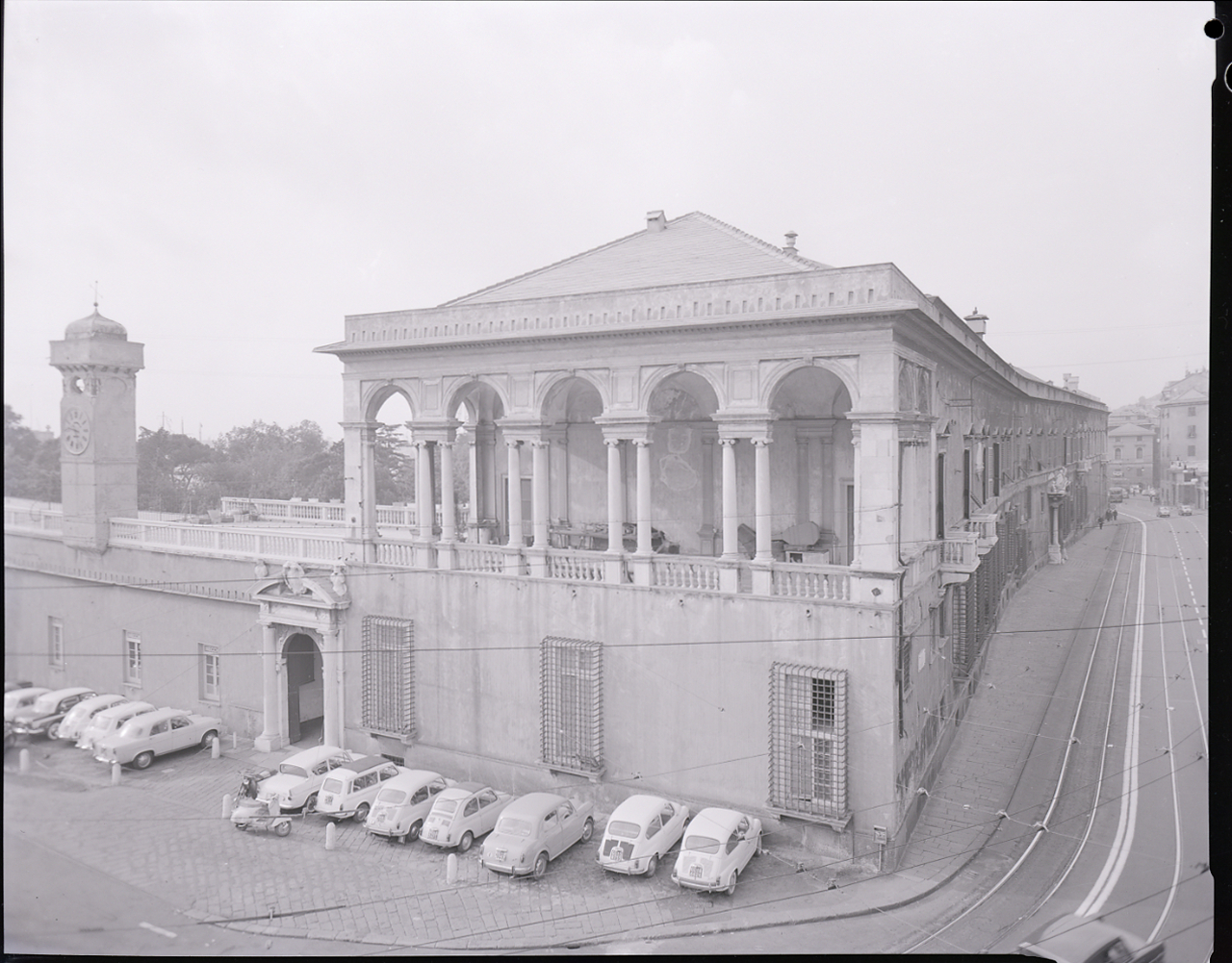
Die Loggia der Villa (Foto von Paolo Monti von 1963)

Die Villa del Principe veränderte die Einstellung der genuesischen Oberschicht zu Architektur und Kunst. Zuvor hatten die Aristokraten ihre Residenzen in der Stadt in hohen Gebäuden errichtet, die an die ihrer Familie angrenzten. Andrea baute seinen Palast, abgeschieden von allen, außerhalb der Stadt. Nach seinem Vorbild nahmen die Genueser Aristokraten das Mäzenatentum auf und in den folgenden Jahrzehnten entstanden die prächtigen Stadtresidenzen der Strade Nuove (heute Salita Santa Caterina, Piazza delle Fontane Marose, Via Garibaldi, Via Cairoli, Via Bensa und Via Balbi) und die Vorstadtvillen, die von renommierten Architekten wie Galeazzo Alessi erbaut wurden. Ein Teil des großen Reichtums, der dank der Handelsbeziehungen mit Spanien und seinem Reich in die Stadt floss, wurde in Kunst und Kultur des El siglo de los Genovesesinvestiert, das mit der Villa del Principe in Fassolo seinen Anfang genommen hat.

## Galerie

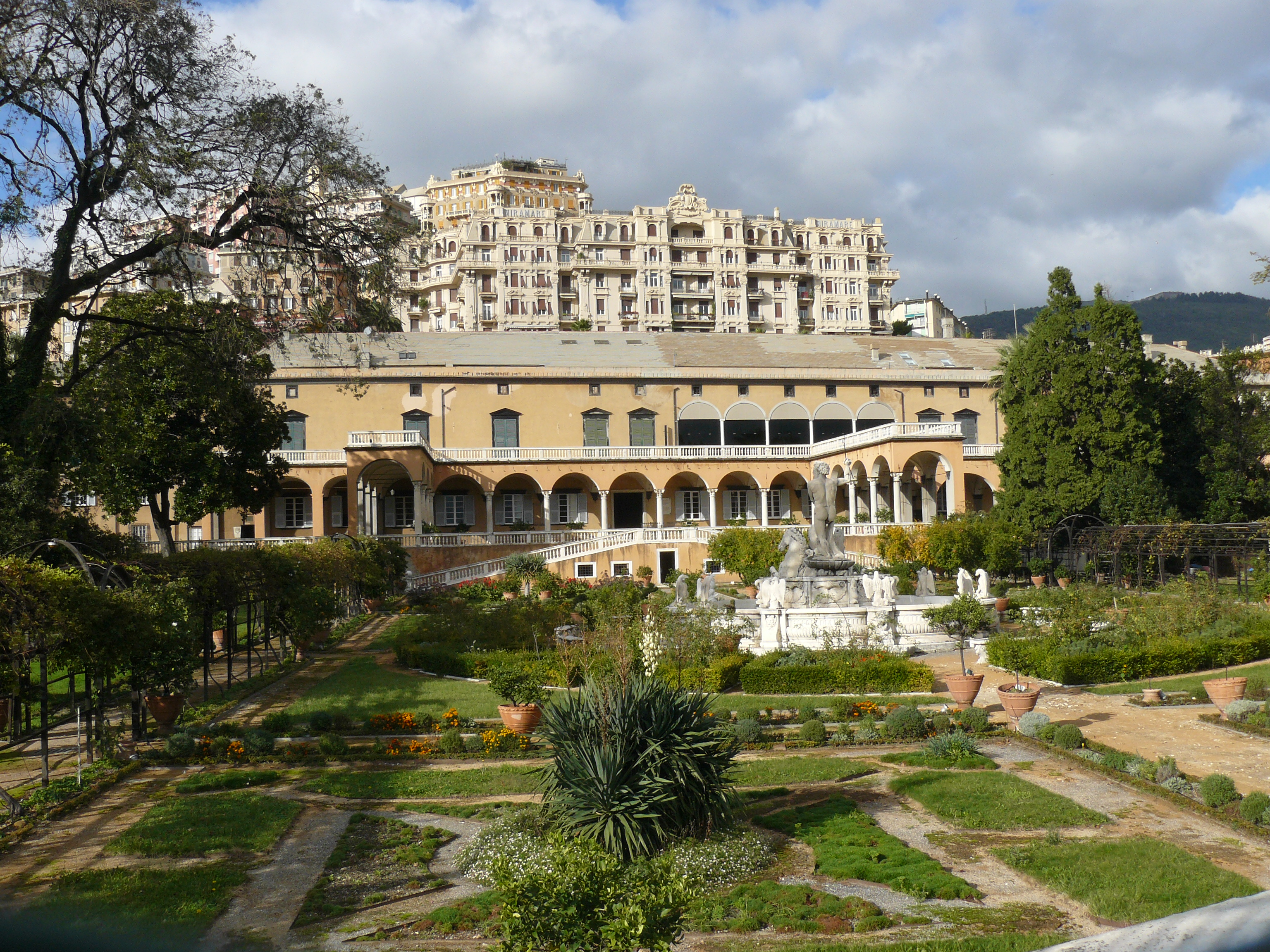
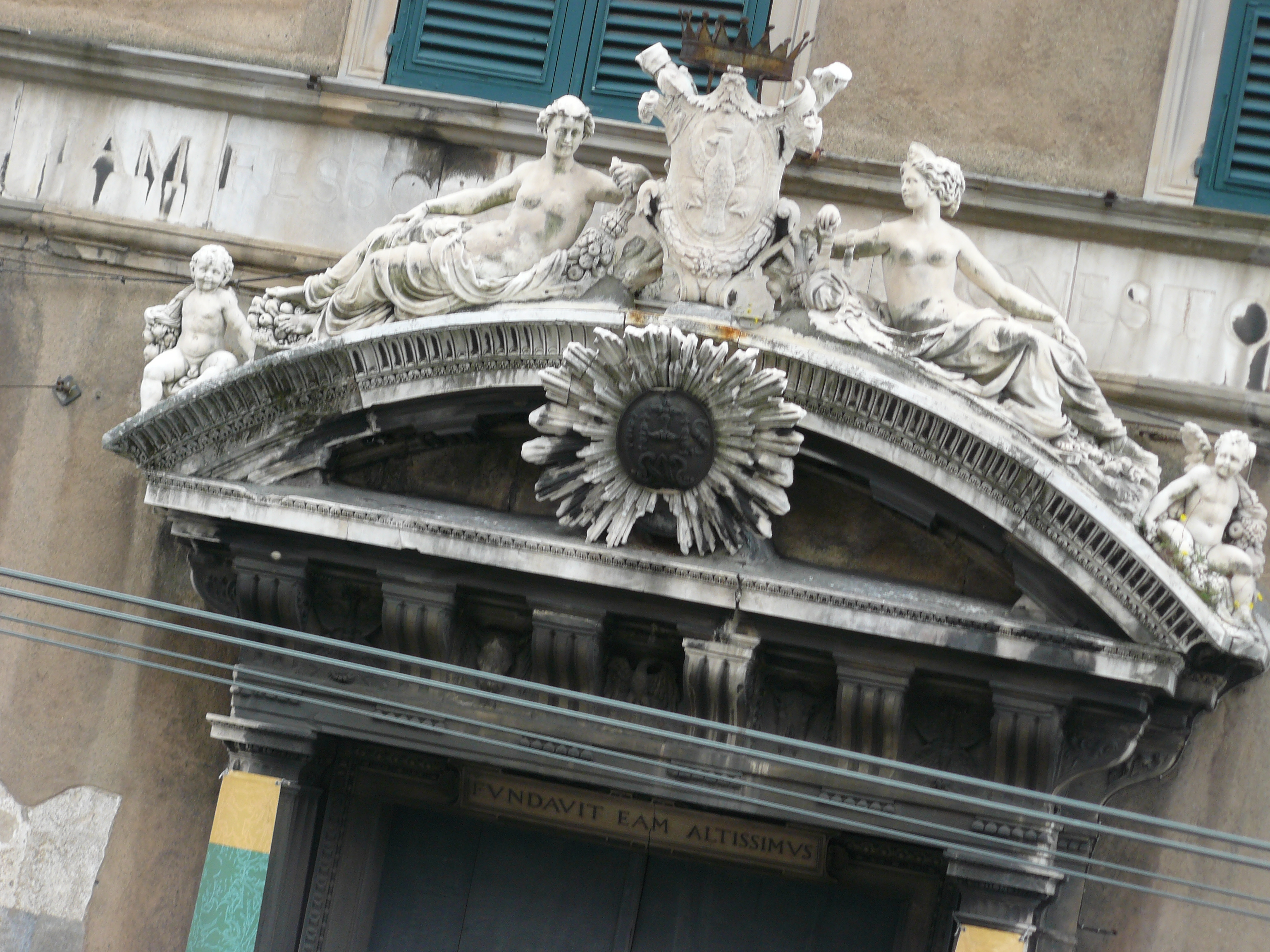
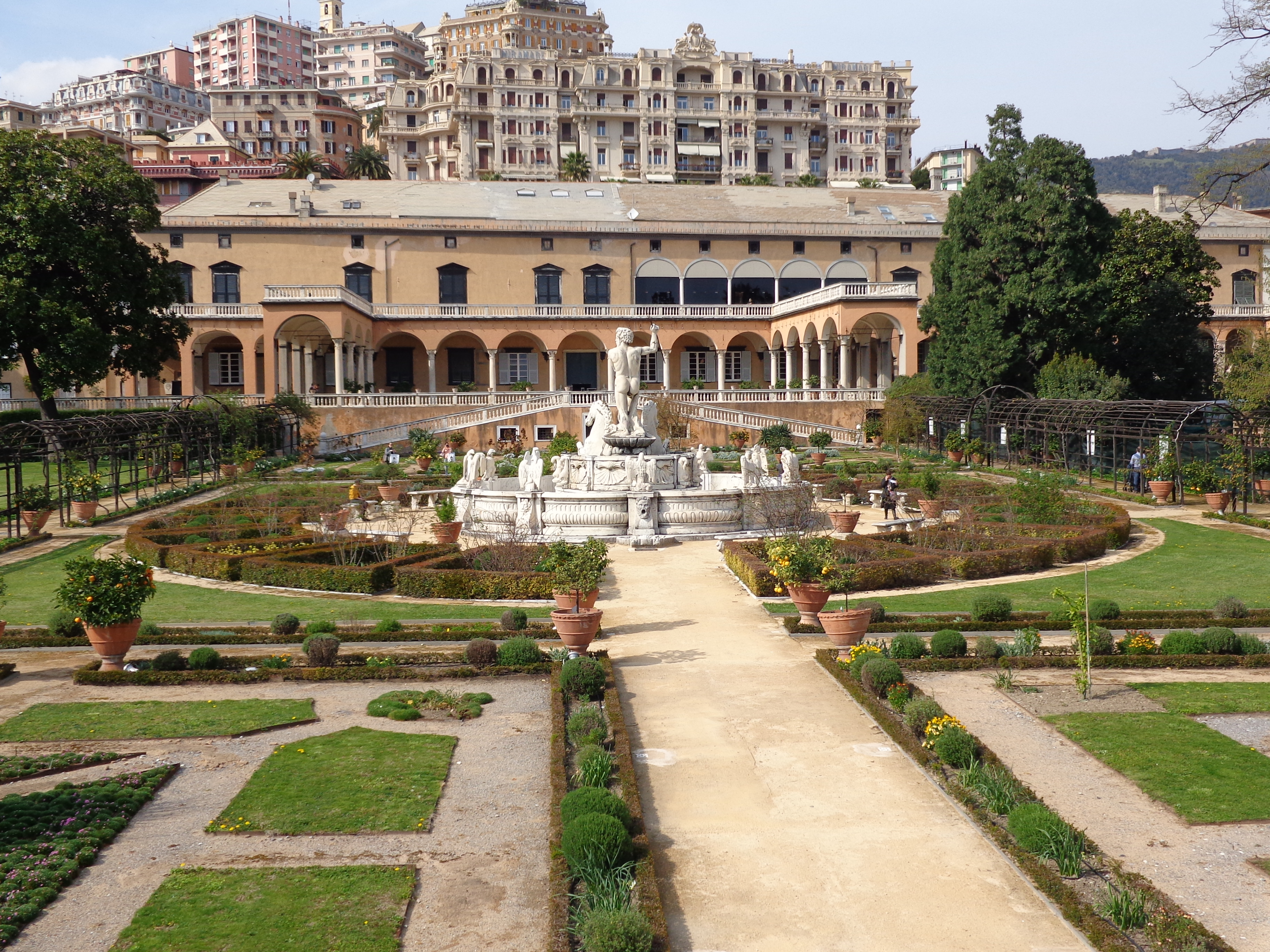
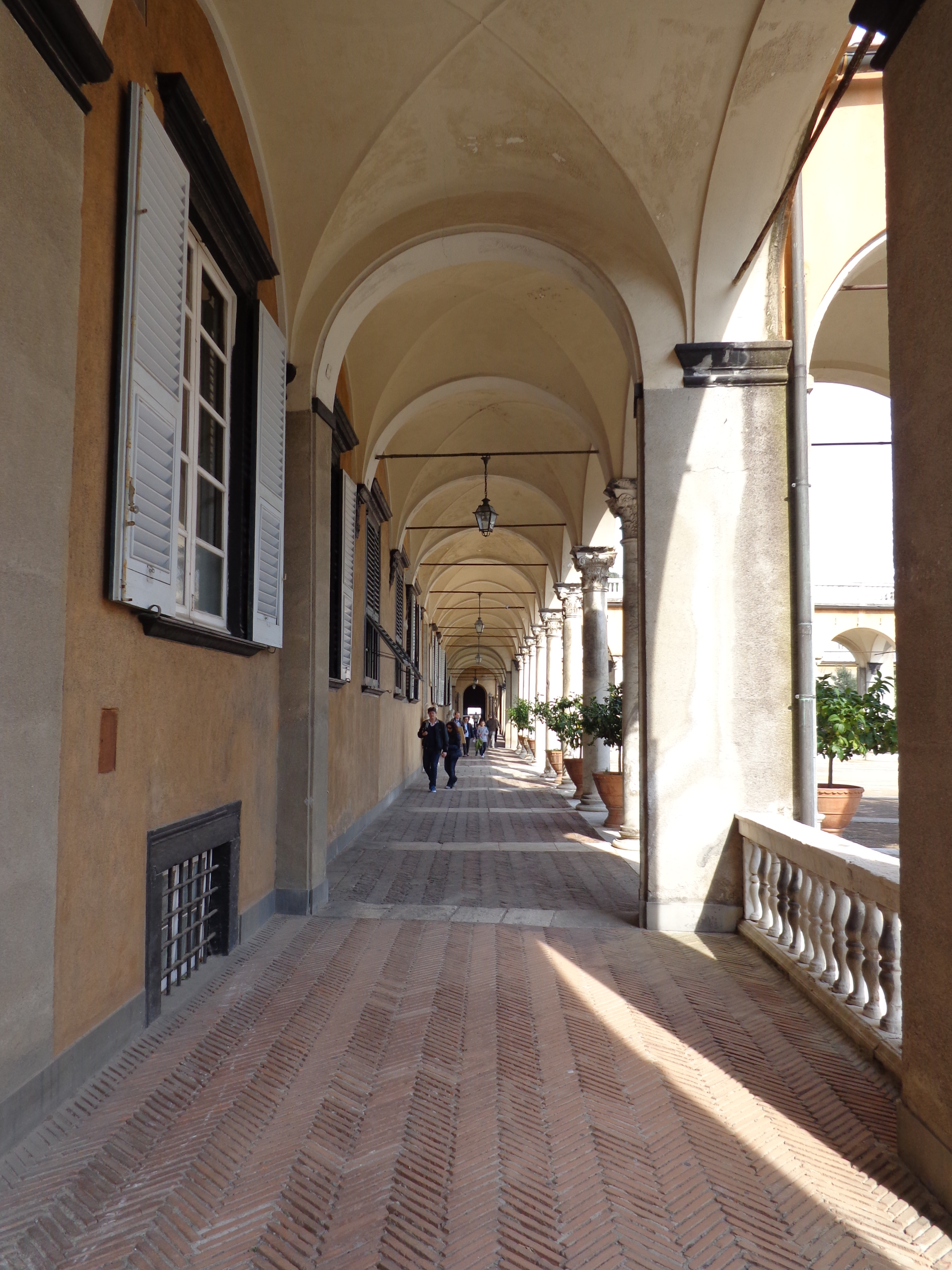
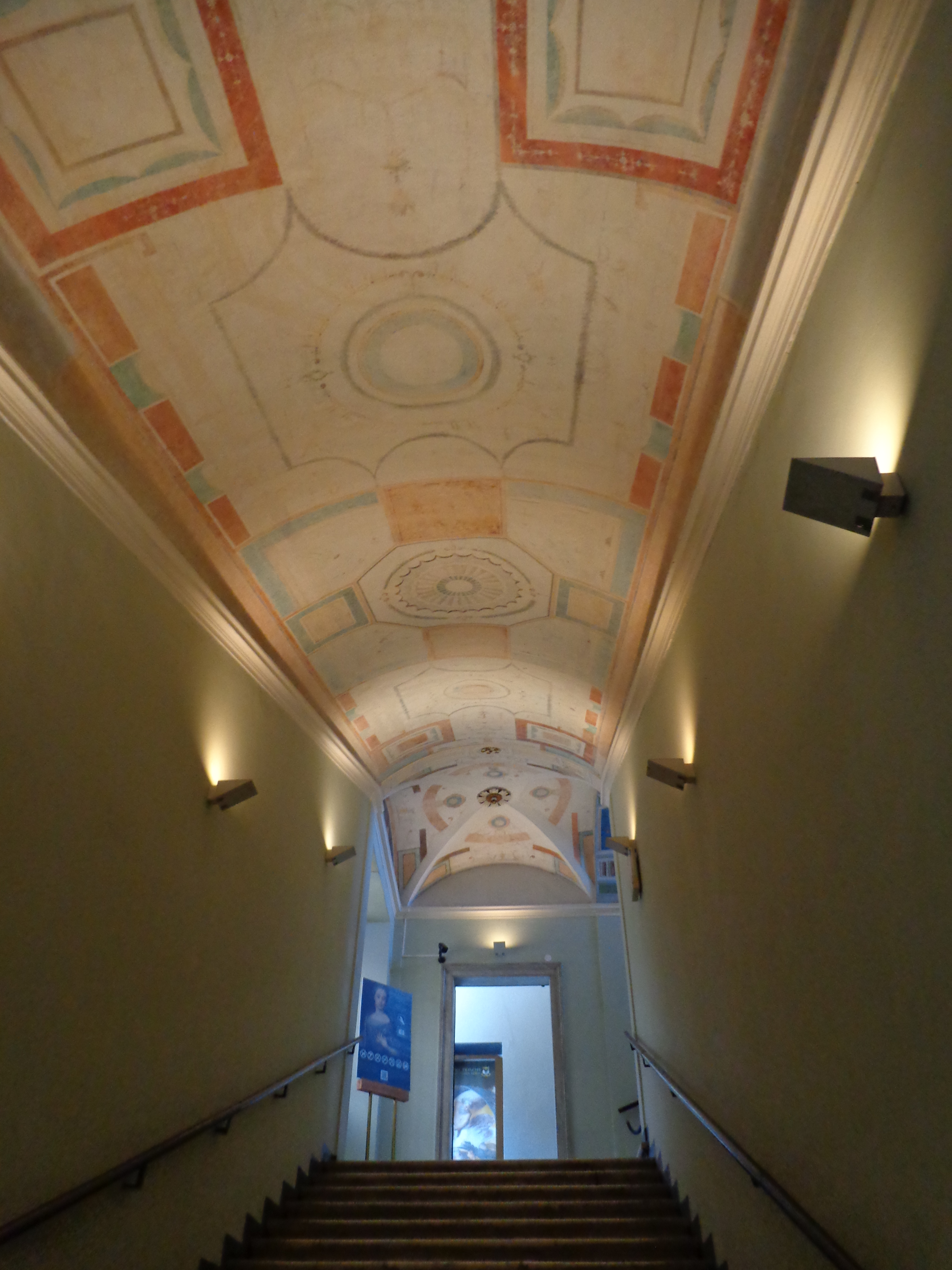
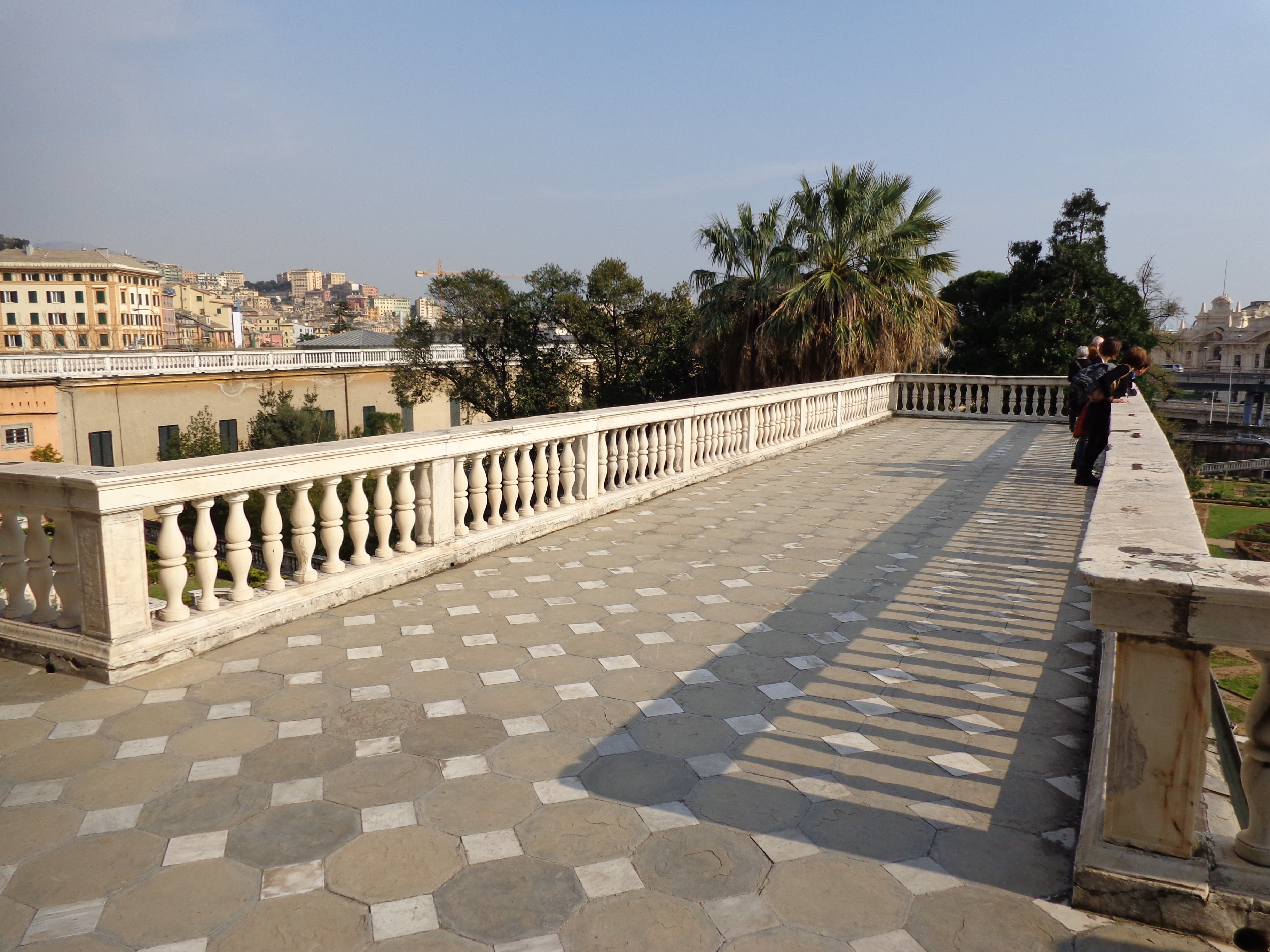
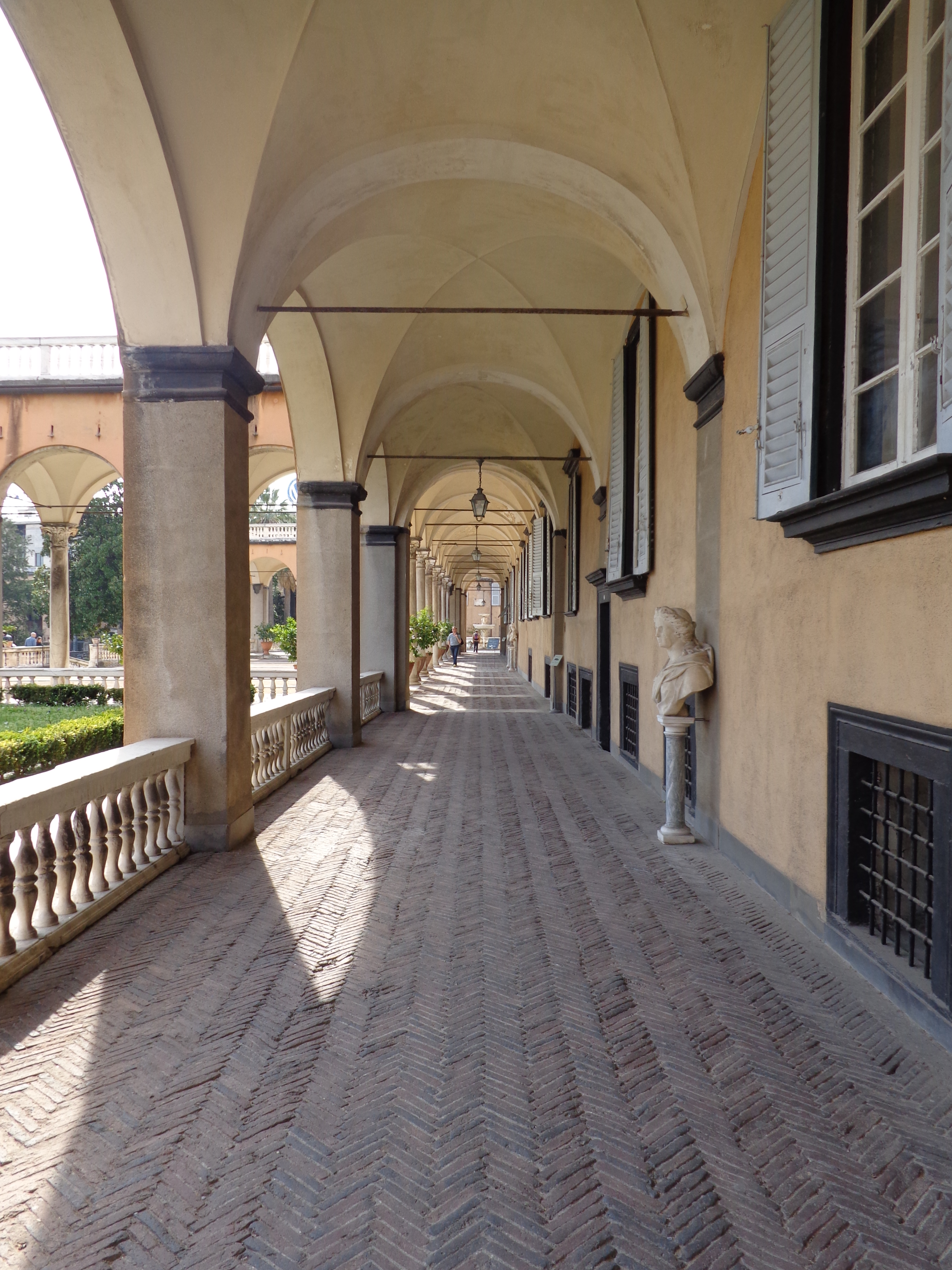
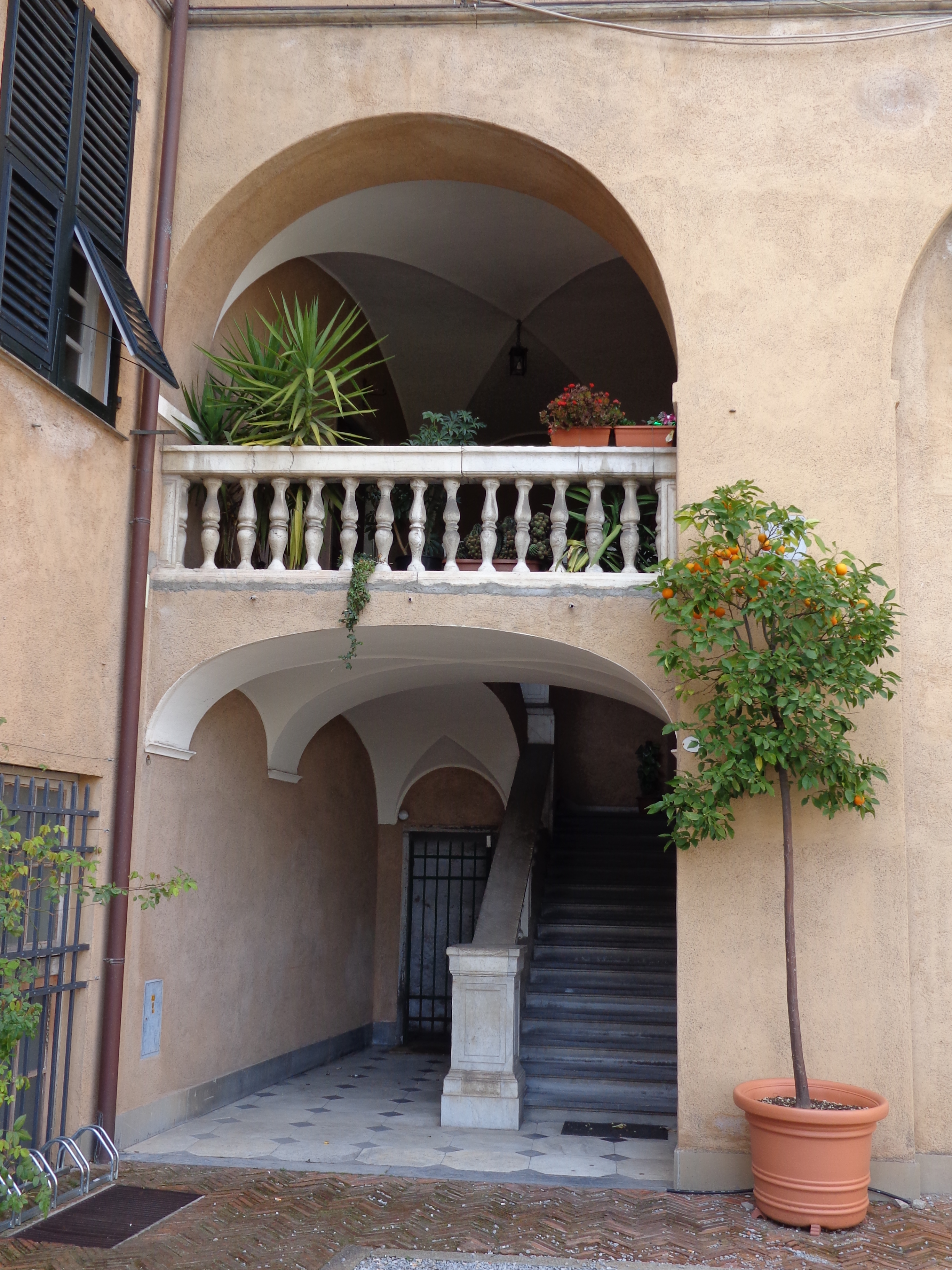
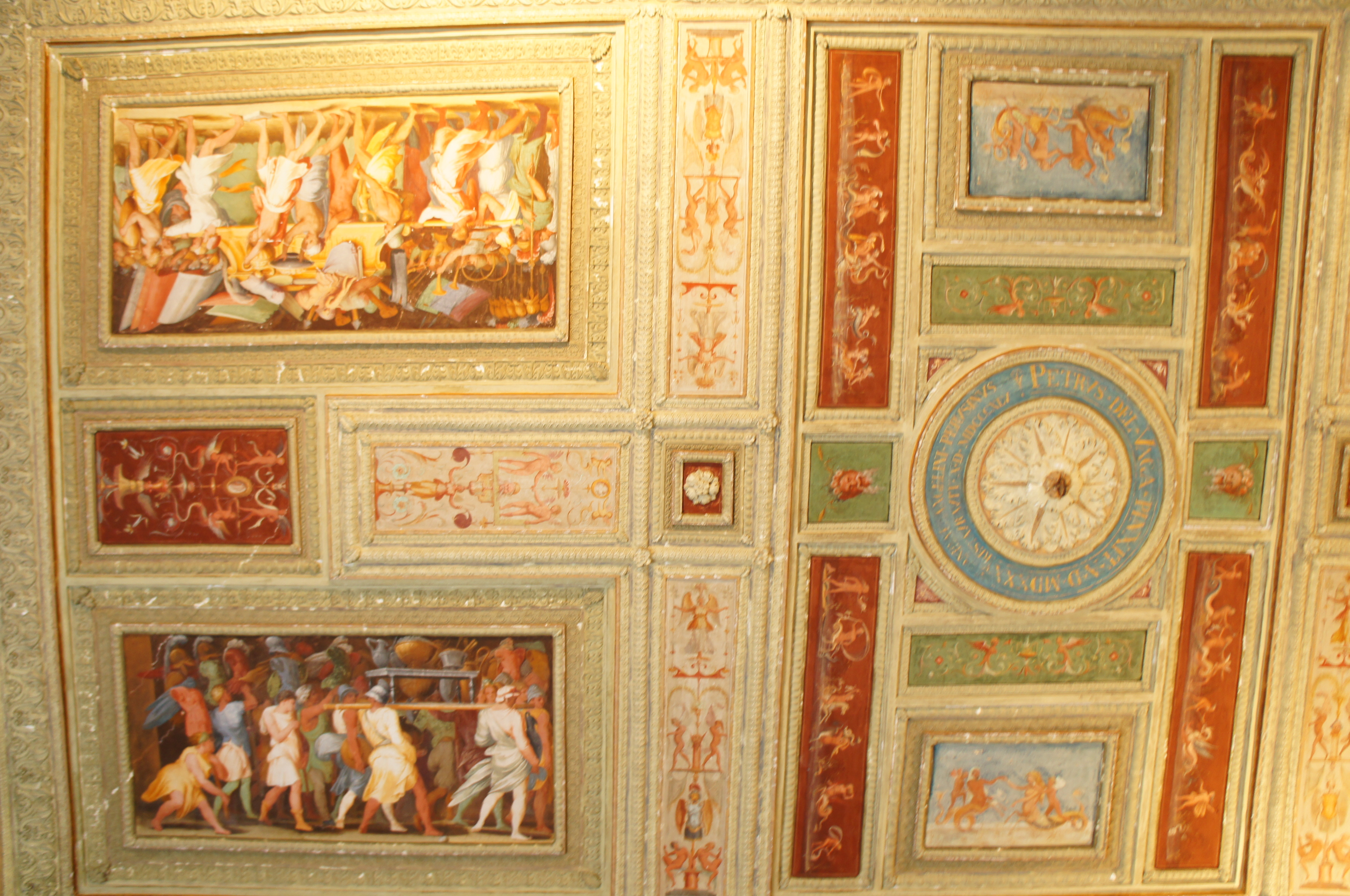
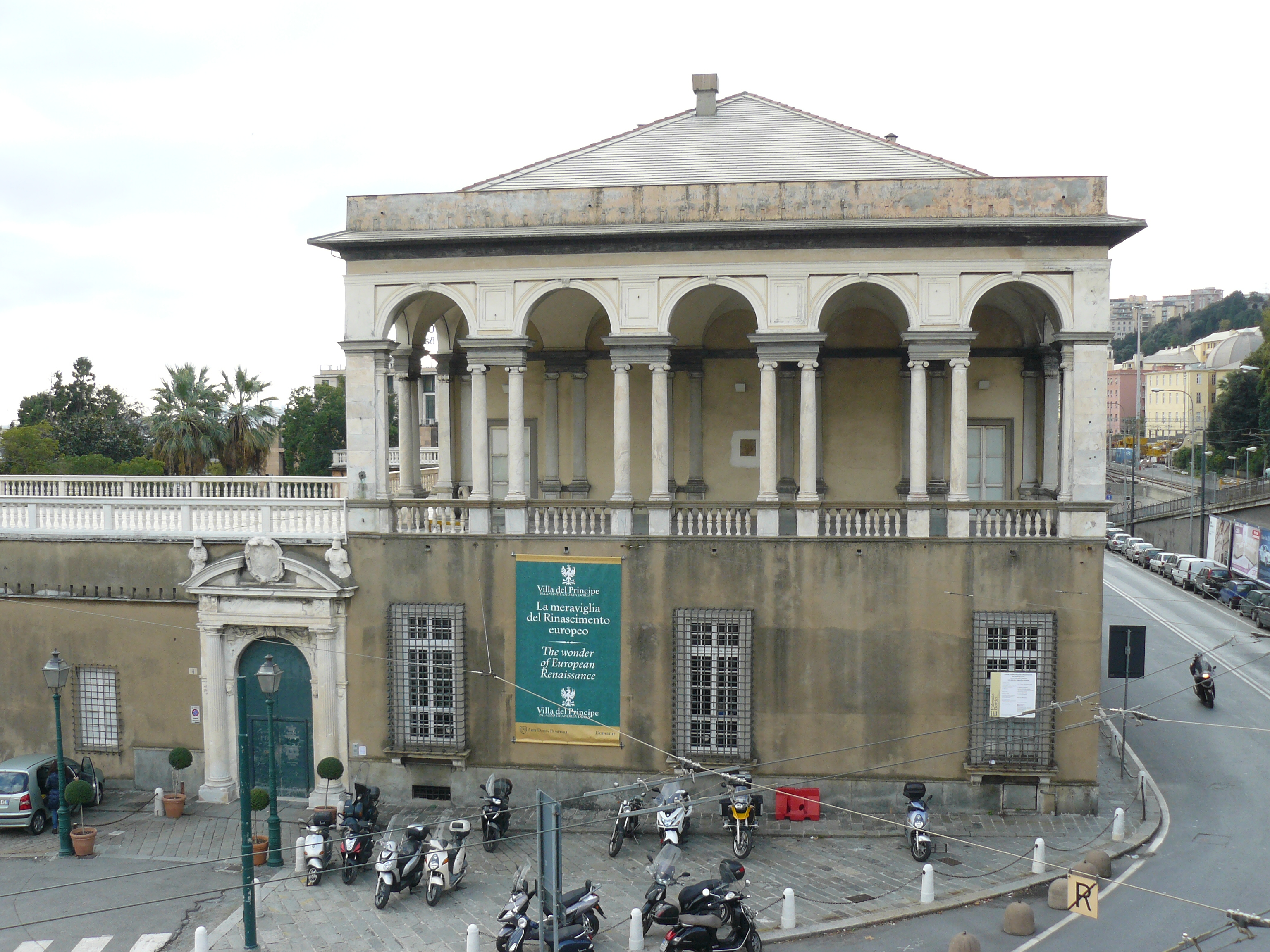
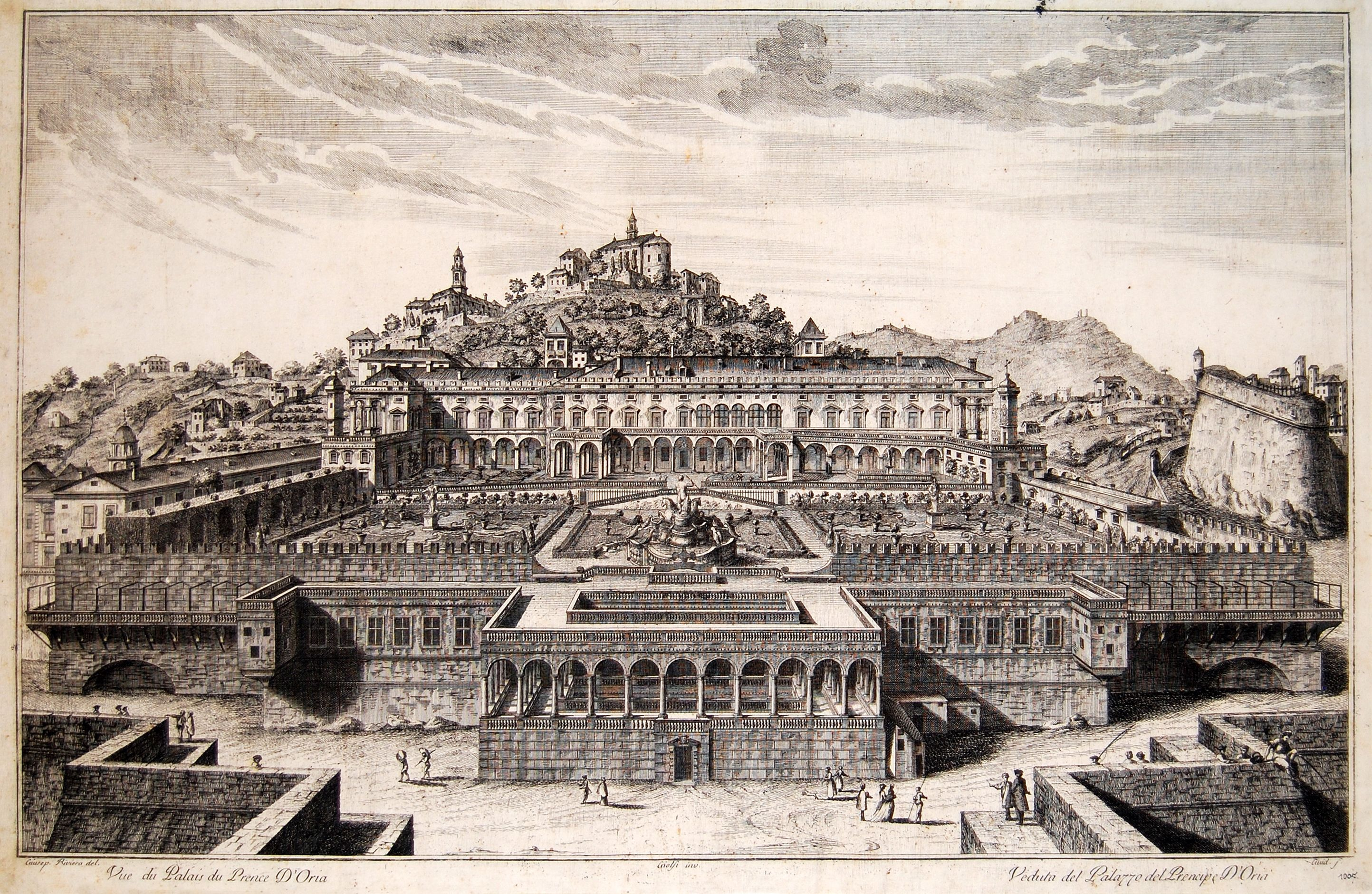
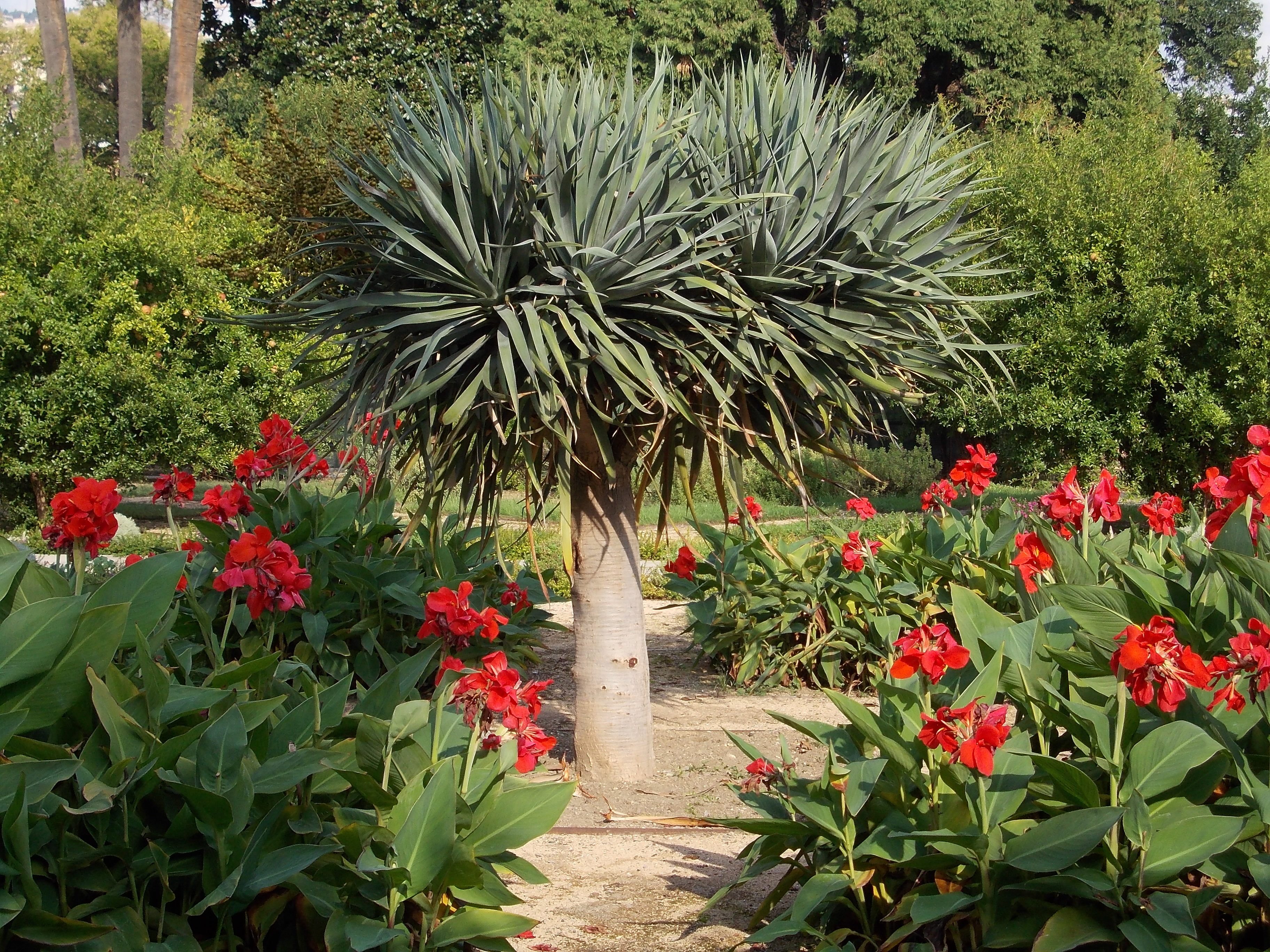
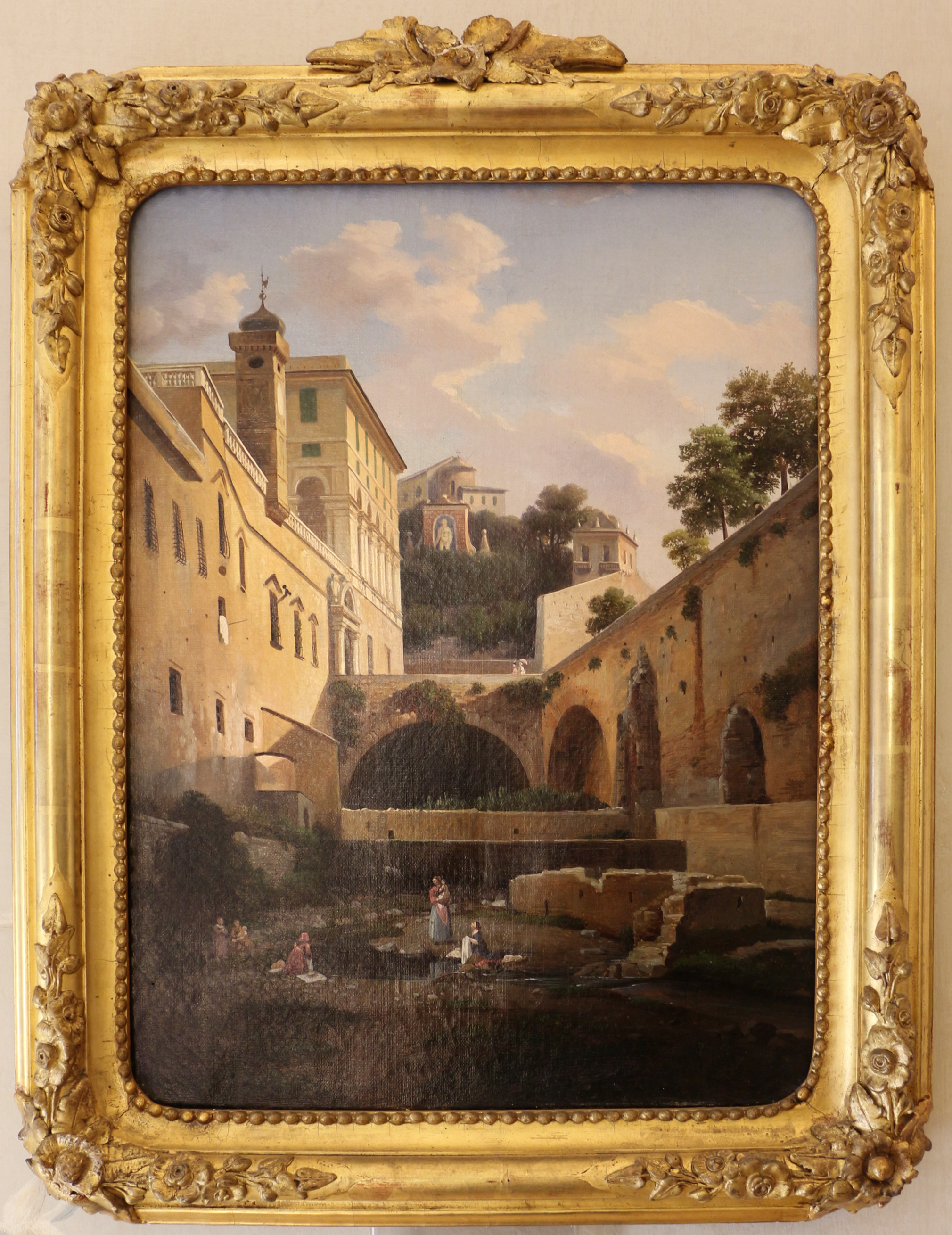
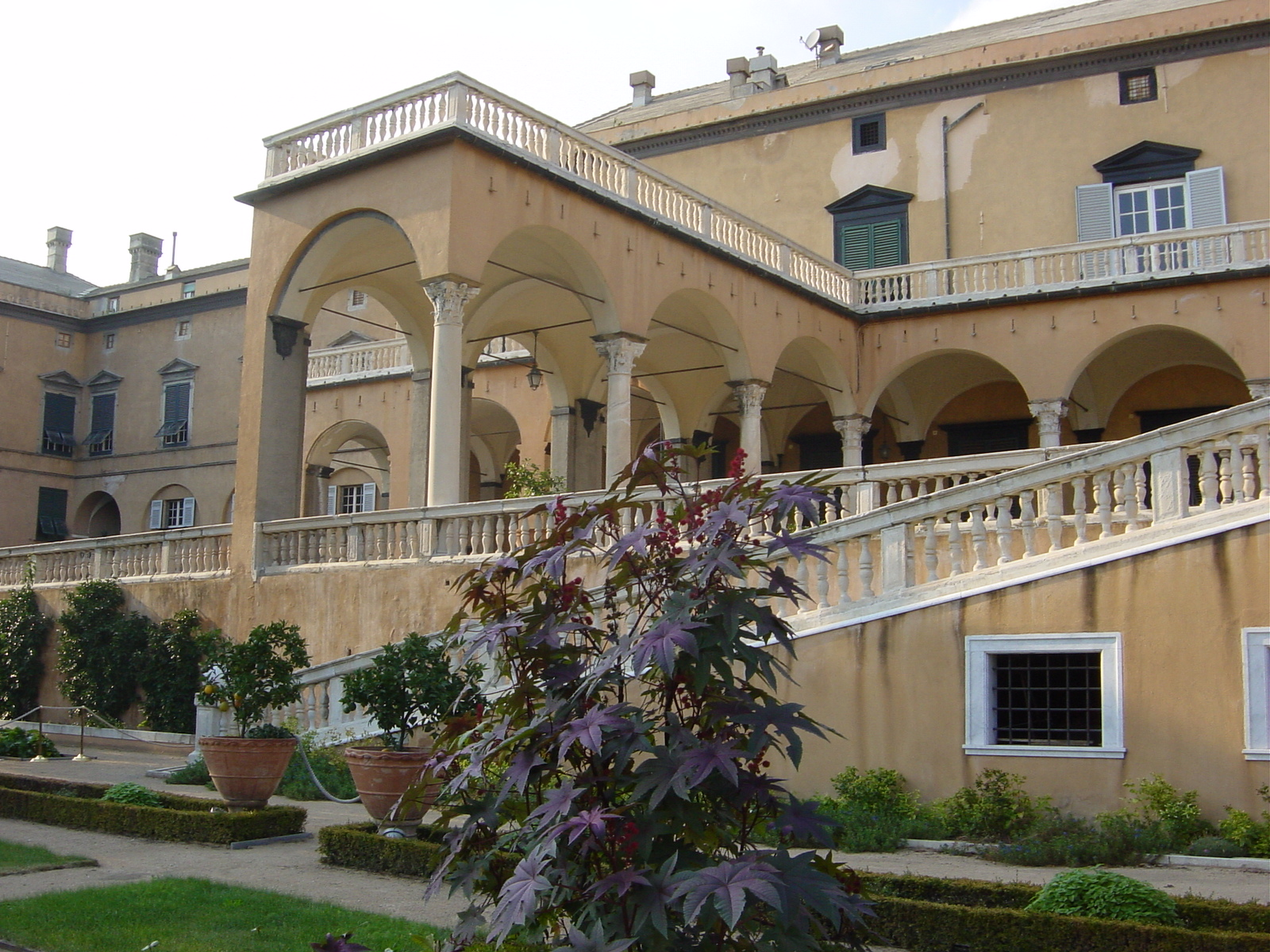
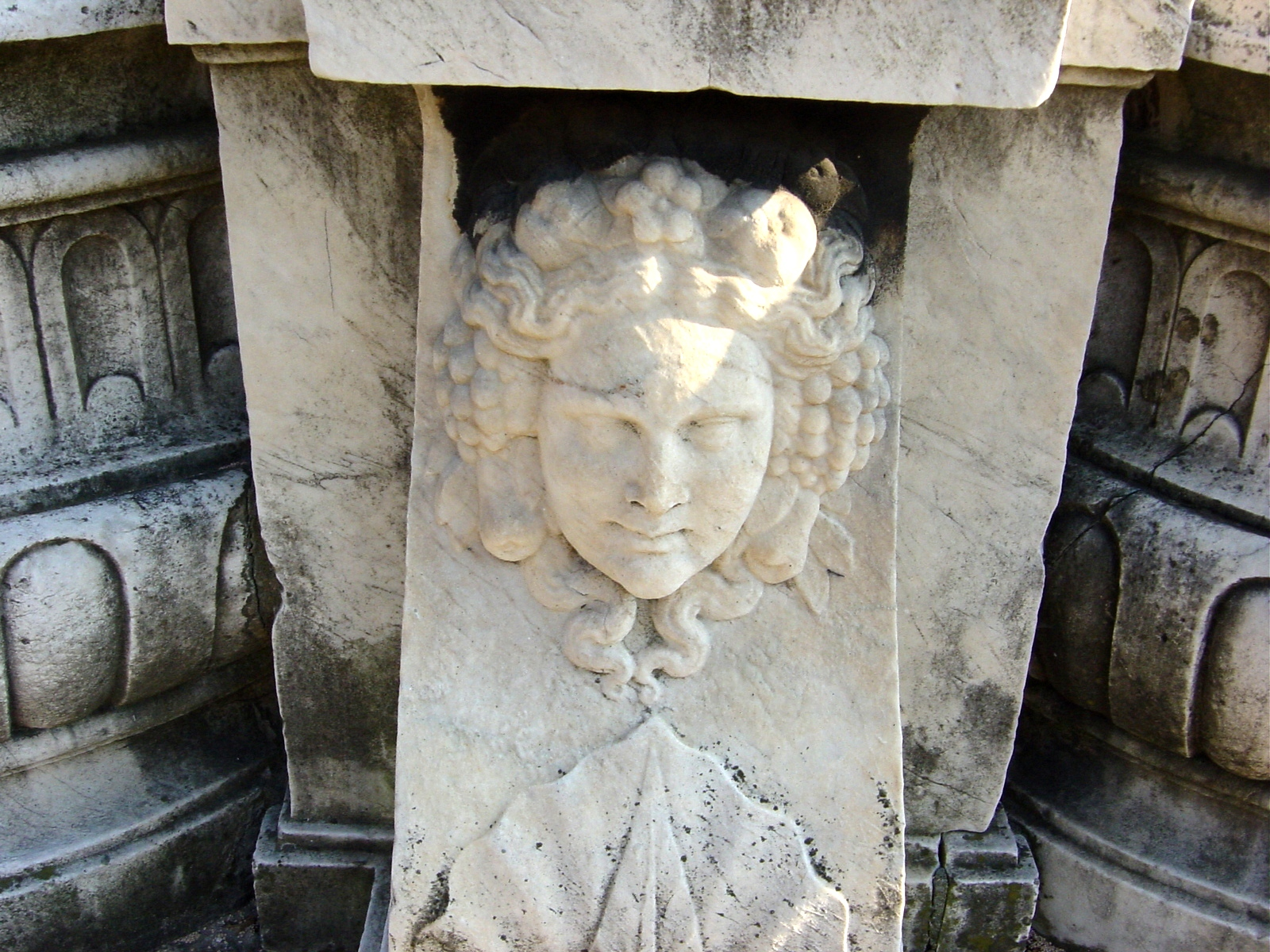
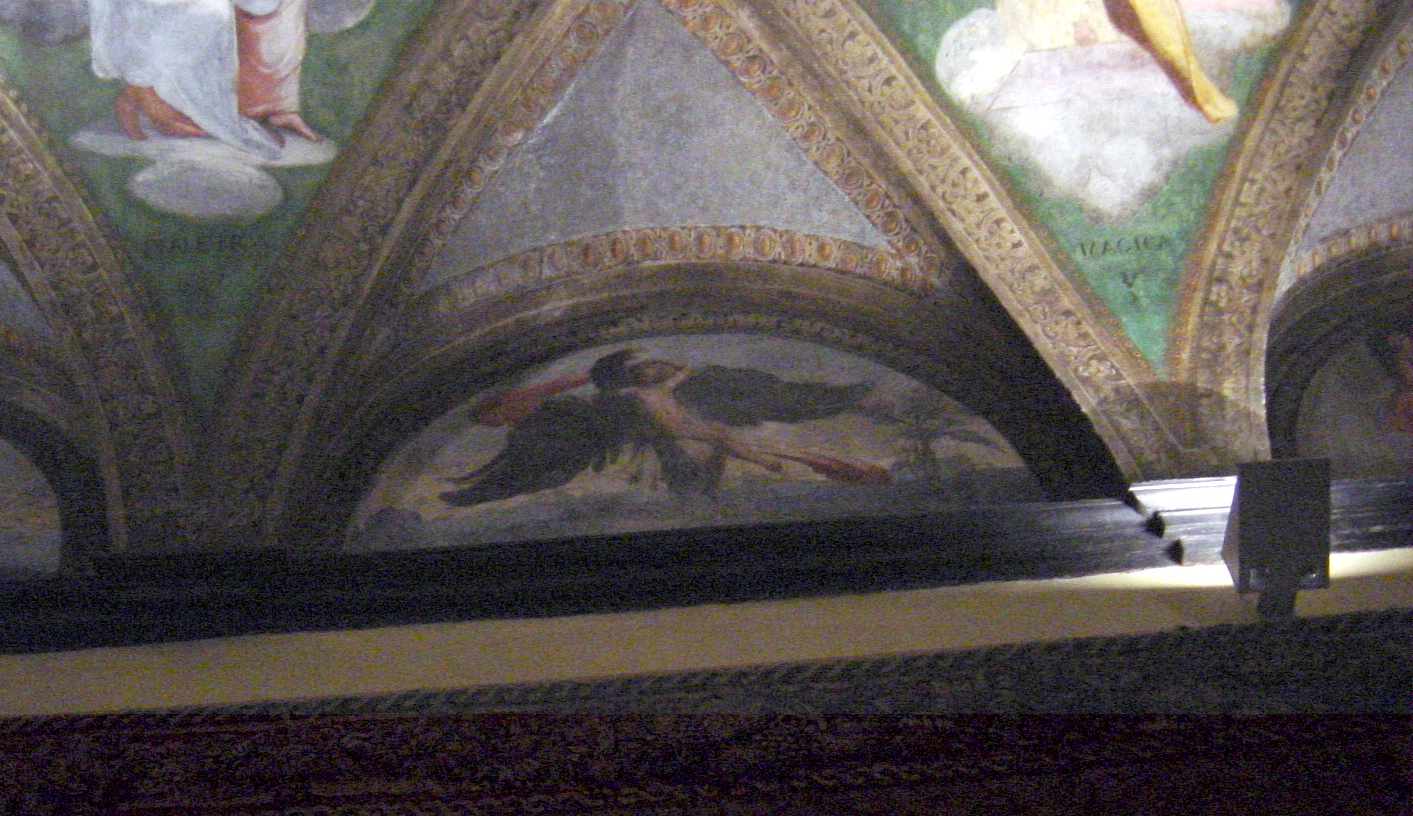
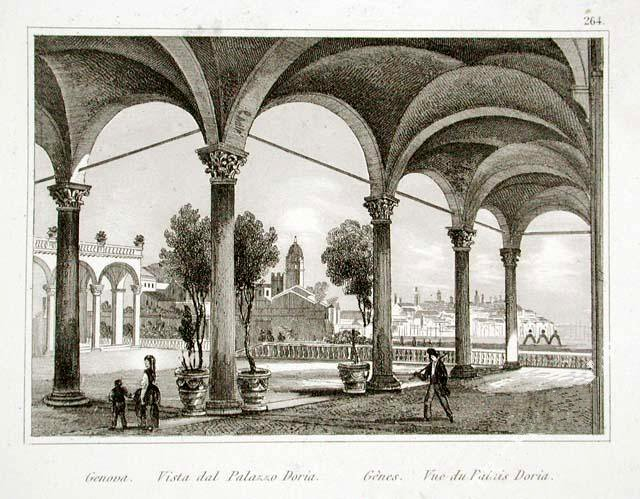
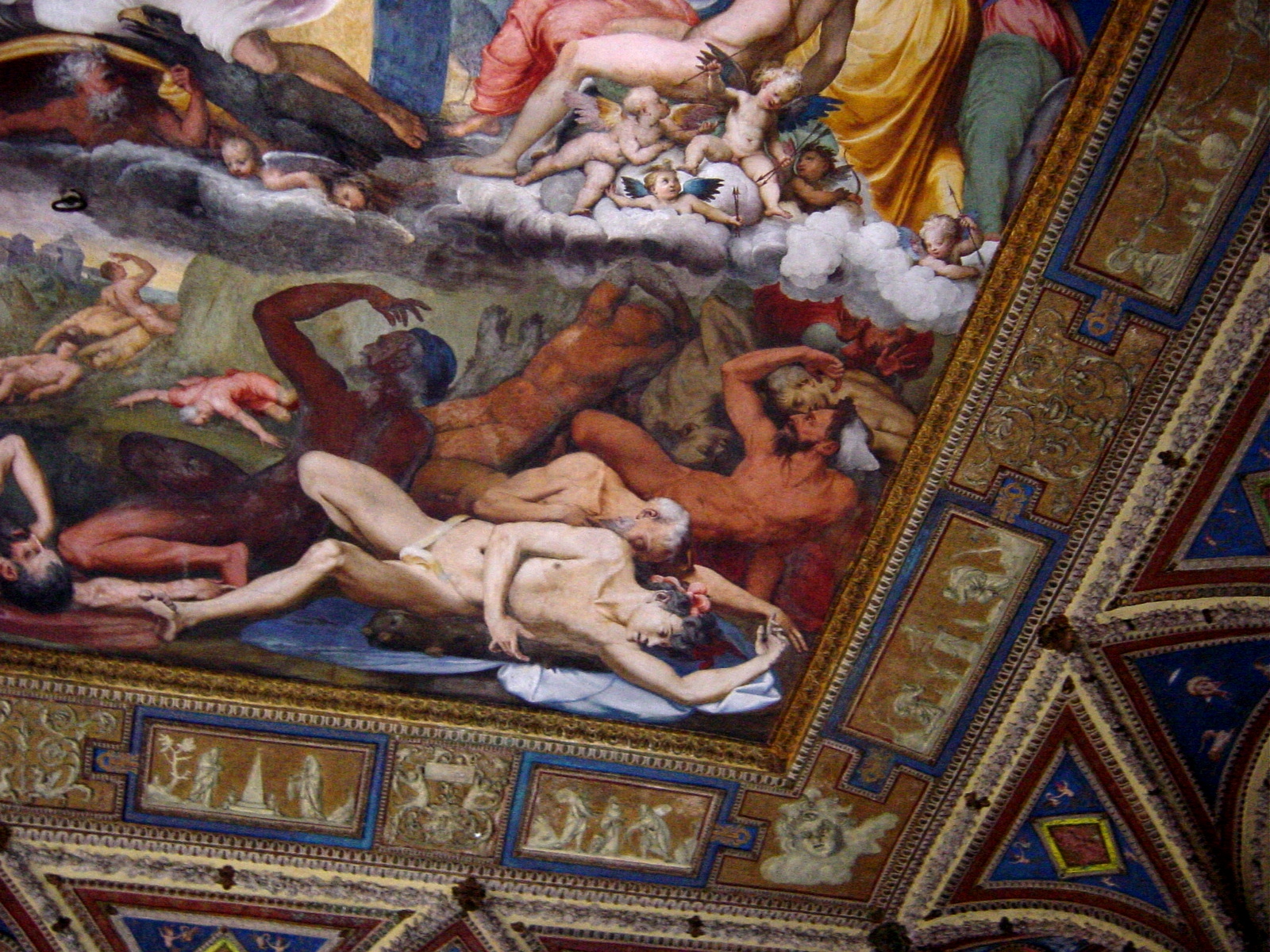
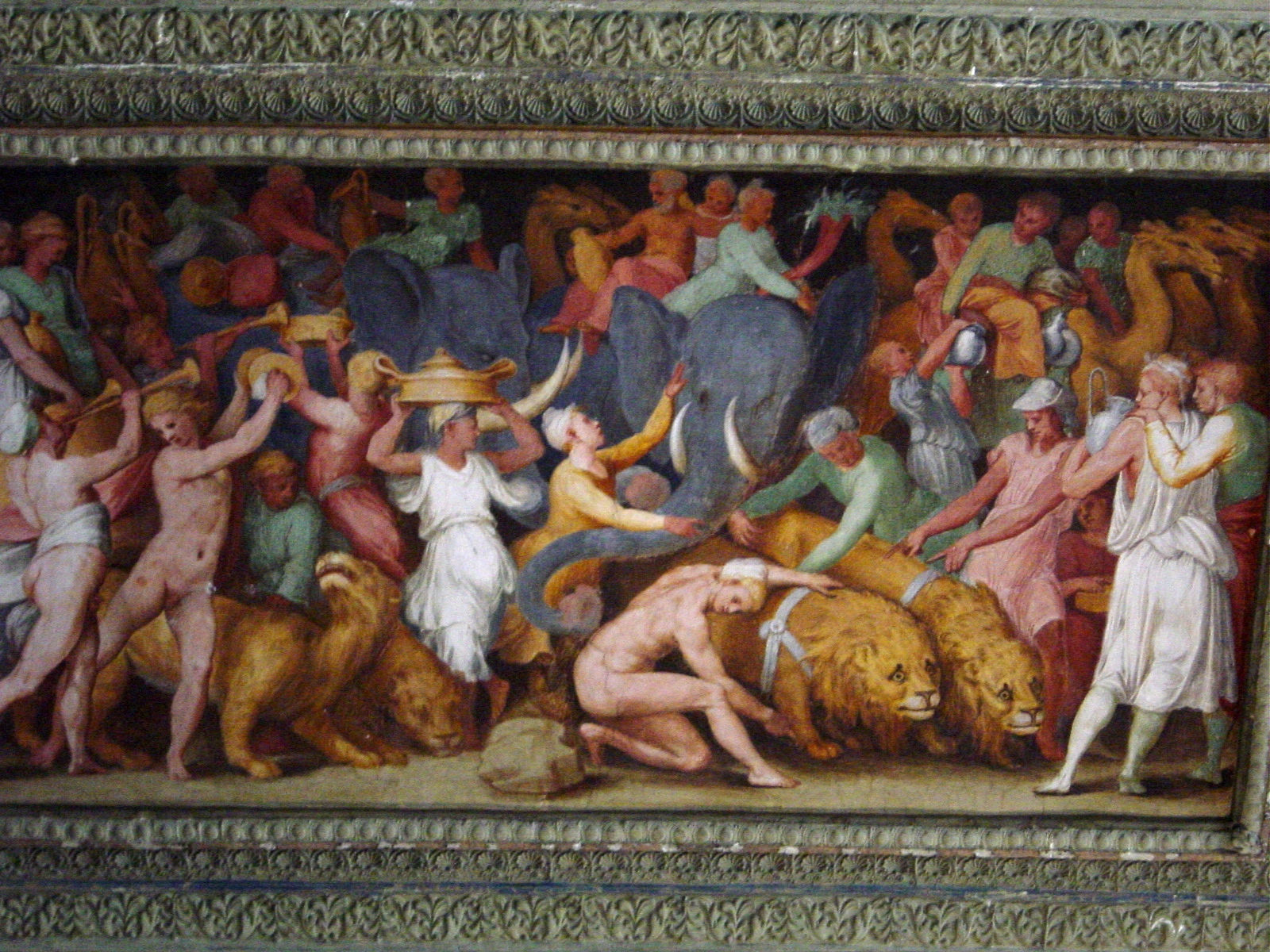
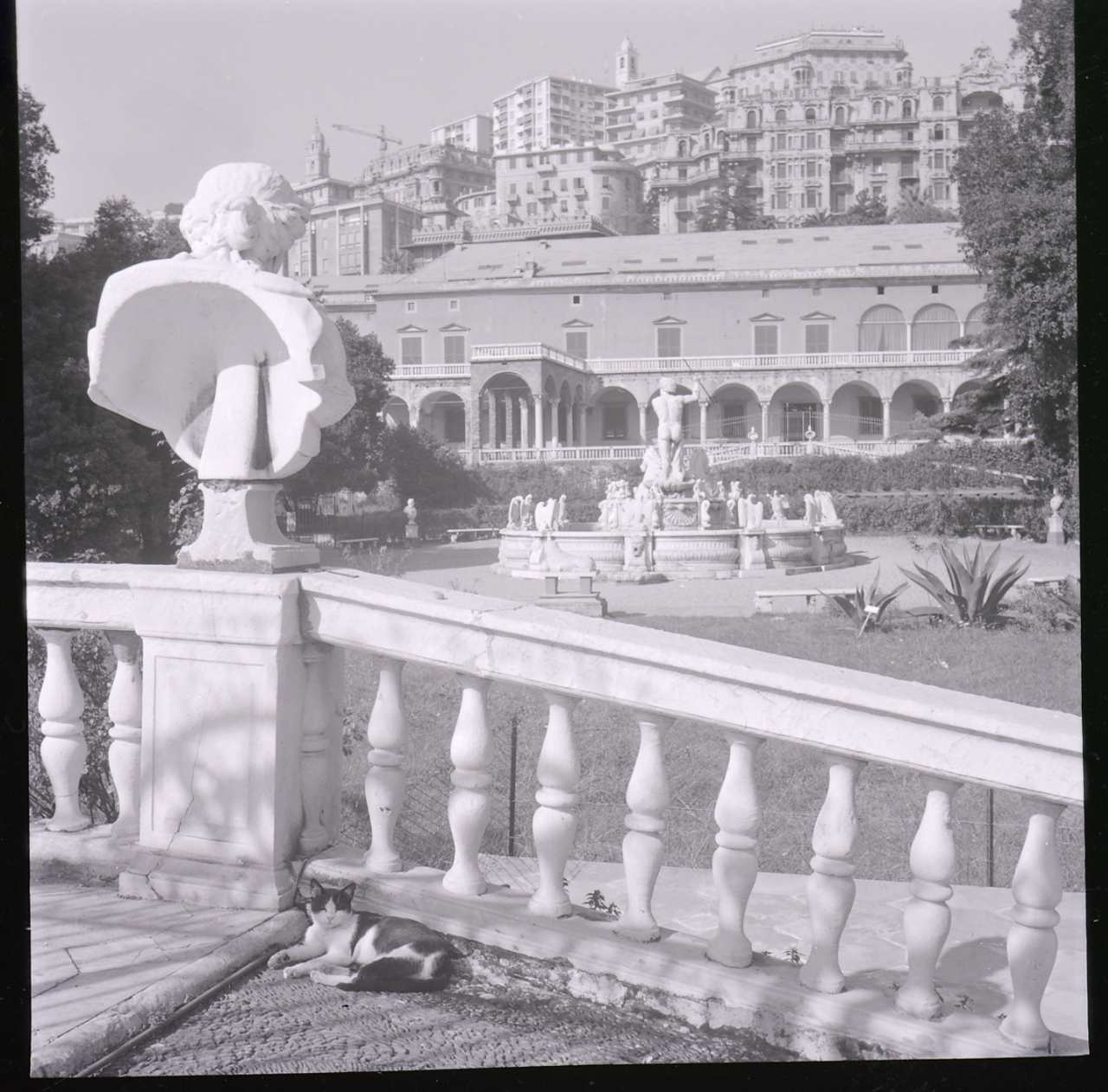
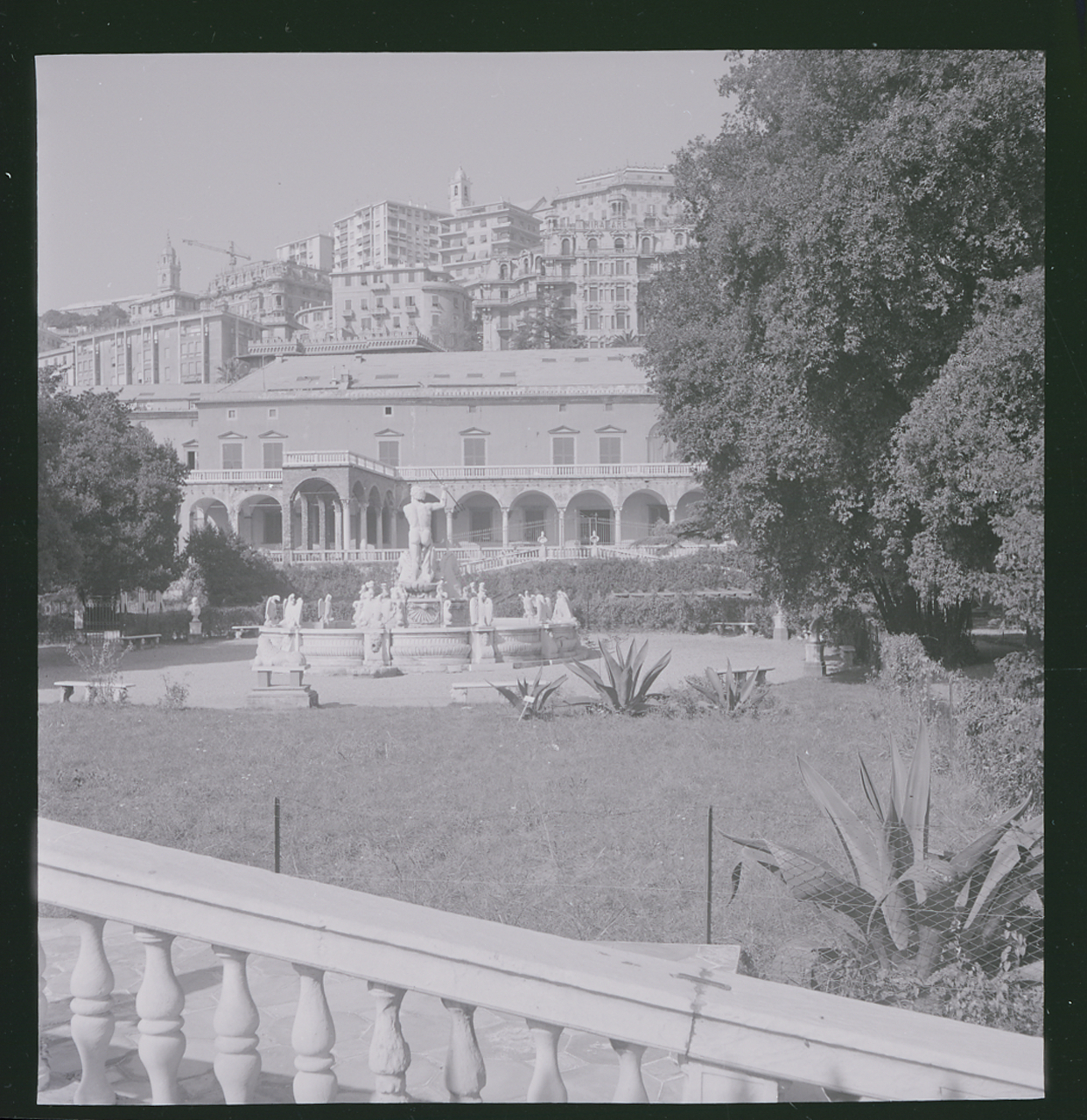
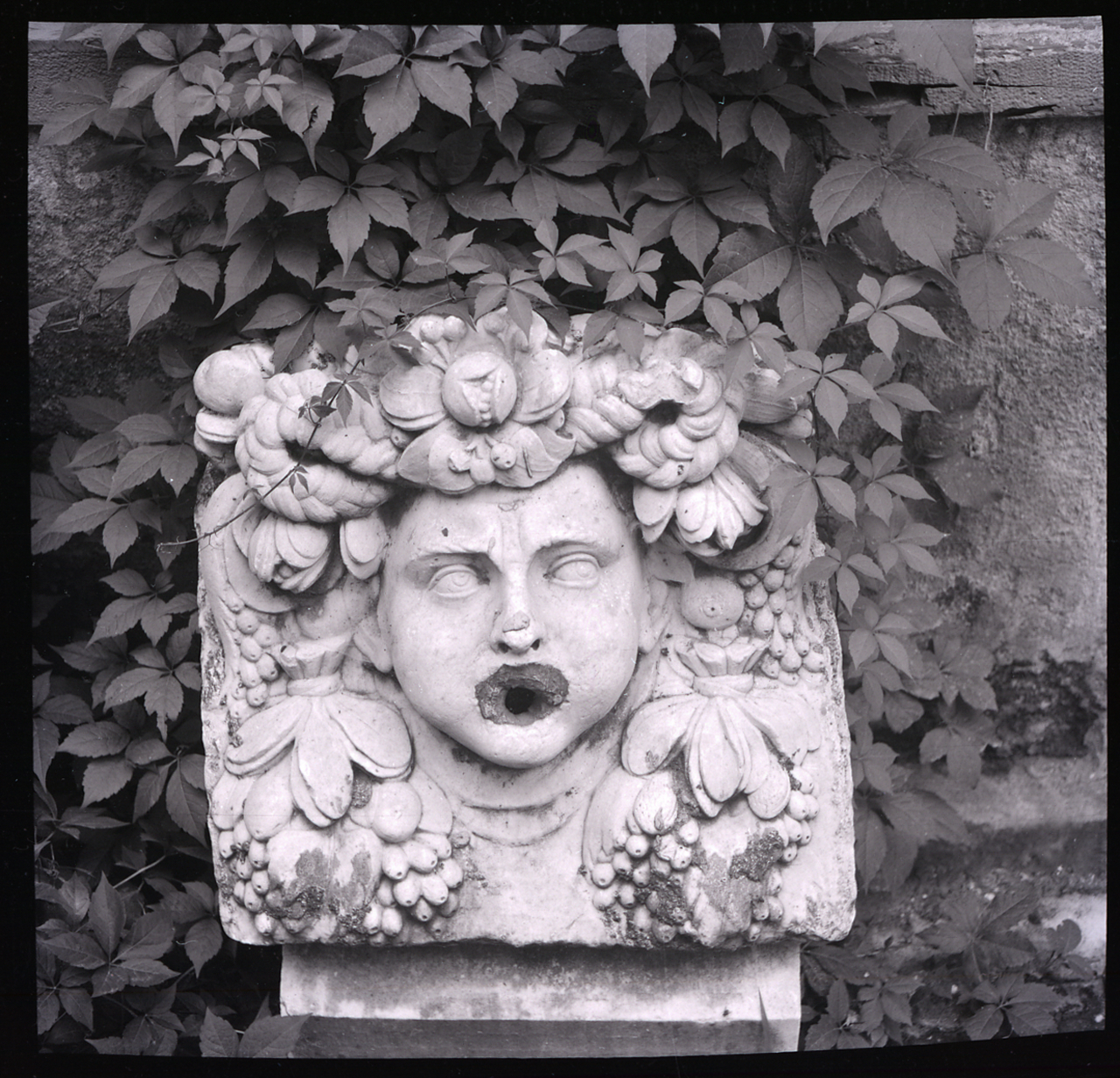